# Historia Polski (1831–1914)

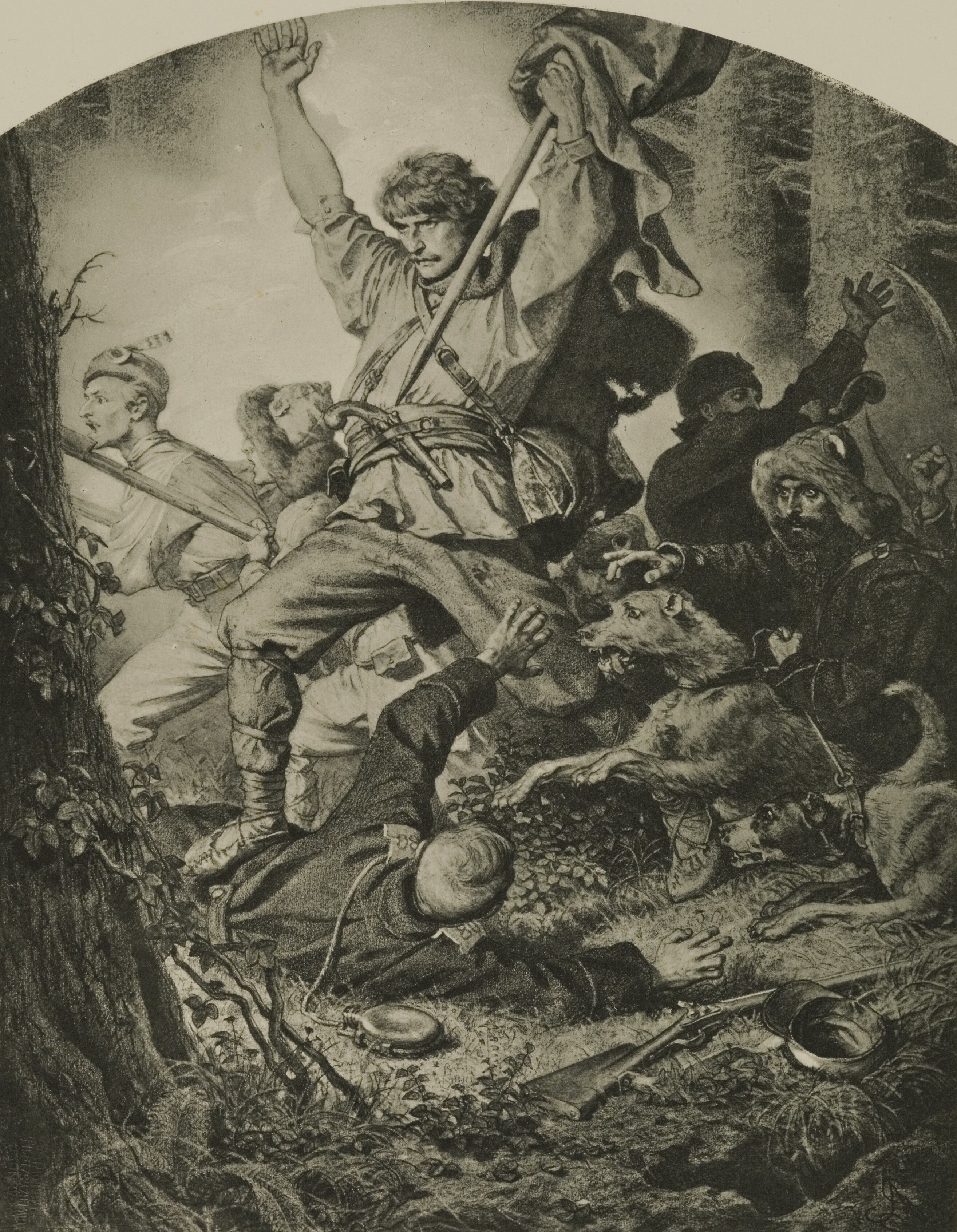
Artur Grottger, Bój, cykl „Lithuania”, 1864–1866

Historia Polski w latach 1831–1914 – historia Polski od upadku powstania listopadowego (1831) i Wielkiej Emigracji do wybuchu I wojny światowej (1914), po zakończeniu której Polska odzyskała suwerenność (1918).
W ciągu 83 lat w dziejach Polski doszło do wielu wydarzeń, m.in. Wiosny Ludów, powstania styczniowego i rewolucji roku 1905. Czas ten cechował również rozwój kultury narodowej, przede wszystkim w zakresie piśmiennictwa, sztuk plastycznych oraz muzyki.
Wszystko to, wraz z rozwojem polskiej myśli politycznej, tworzeniem się kierunków i partii politycznych, organizacji zbrojnych i paramilitarnych, a także działań na rzecz budowy nowoczesnego społeczeństwa w sensie społecznym i gospodarczym, stanowiło o historii tego okresu.
W ujęciu historycznym można wyodrębnić:
- popowstaniową Wielką Emigrację, która w latach 1831–1863 tworzyła i decydowała o kierunkach polskich ruchów narodowo-niepodległościowych
- pracę organiczną, która legła u podstaw gospodarczego rozwoju Polski pod zaborami
- ruchy niepodległościowe (partyzantka Zaliwskiego, powstanie krakowskie, Wiosna Ludów, powstanie styczniowe)
- ruch robotniczy i rewolucję 1905 roku
- działania organizacji lewicowych, narodowych i ludowych w początkach XX wieku.

## Rys ogólny

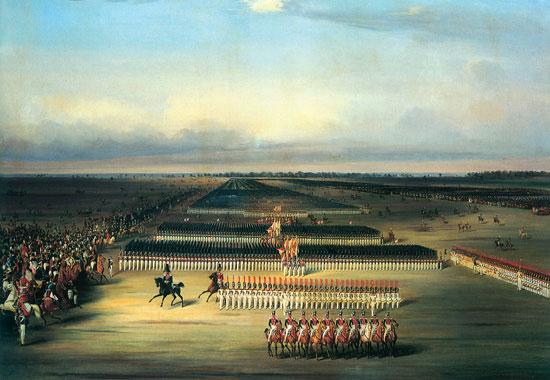
Wspólne manewry Armii Imperium Rosyjskiego i wojsk pruskich w Kaliszu w 1835 roku, w obecności cesarza Rosji Mikołaja I Romanowa i króla Prus Fryderyka Wilhelma III, dla uczczenia zawarcia traktatu kaliskiego w 1813 roku

Klęska powstania listopadowego w 1831 roku wzmocniła pozycję Imperium Rosyjskiego w Europie i negatywnie wpłynęła na sytuację społeczeństwa polskiego. Car Mikołaj I odszedł całkowicie od polityki Aleksandra I, co zachęciło również pozostałych zaborców do wprowadzenia ostrego kursu na własnym terenie.
Zgodnie z postanowieniami przyjętymi w Münchengrätzu w 1833 roku zaborcy gwarantowali wzajemne wydawanie uciekinierów politycznych i współdziałanie w ściganiu nowych spisków i prób powstańczych. W dodatku poparło ich papiestwo, które encykliką Grzegorza XVI Cum primum ostro potępiło powstanie listopadowe jako „rewolucję”. Papież był szczególnie uczulony na wszelkie zrywy tego typu, bowiem rewolucjoniści włoscy zagrażali jemu samemu w Państwie Kościelnym. W przyszłości Rosja, Niemcy i Austro-Węgry miały wykorzystywać encyklikę do nakłaniania kleru polskiego do przeciwstawiania się walce o wyzwolenie narodowe Polaków.
W Królestwie Kongresowym (zwanym potocznie Kongresówką) i na pozostałych terytoriach zaborów podjęto próby zachowania świadomości narodowej. Chociaż nie brakowało spisków i przygotowań powstańczych, częstokroć inspirowanych przez kręgi Wielkiej Emigracji (jak np. partyzantka Zaliwskiego), pojawiła się również idea pracy organicznej, stawiająca na rozwój gospodarczy, naukę i kulturę narodową, dzięki którym opierano się coraz bardziej nasilonej rusyfikacji i germanizacji. Ważnymi ośrodkami walki o zachowanie polskości były (obok najdłużej niezależnego Krakowa) Warszawa w zaborze rosyjskim, Lwów w austriackim i Poznań w pruskim. W omawianym okresie doszło też do kilku ważnych zrywów niepodległościowych z powstaniem styczniowym na czele. W ich wyniku Polska poniosła ogromne straty zarówno w ludziach, jak i w dobrach materialnych.
Jednocześnie był to okres wzmożonej urbanizacji, znacznego rozwoju przemysłowego i rodzących się – nieznanych dotąd (lub też nie odgrywających większej roli) w Polsce klas – robotniczej, inteligencji i burżuazji, a wraz z nimi nowych prądów politycznych o podłożu społecznym. Zniesienie pańszczyzny doprowadziło do utworzenia (wbrew intencjom zaborców) ruchu ludowego, istotnego czynnika wychowania socjalnego i narodowego na wsi. Te zmiany doprowadziły – pod koniec XIX wieku – do powstawania ugrupowań politycznych, które obok haseł nacjonalistycznych głosiły też hasła społeczne i jednocześnie (pod koniec omawianego okresu, w Galicji) licznych organizacji o charakterze paramilitarnym, co legło u podstaw budowania zaczątków sił zbrojnych potrzebnych podczas zbliżającego się ogólnoświatowego konfliktu, jakim miała być wojna światowa.

## Wielka Emigracja

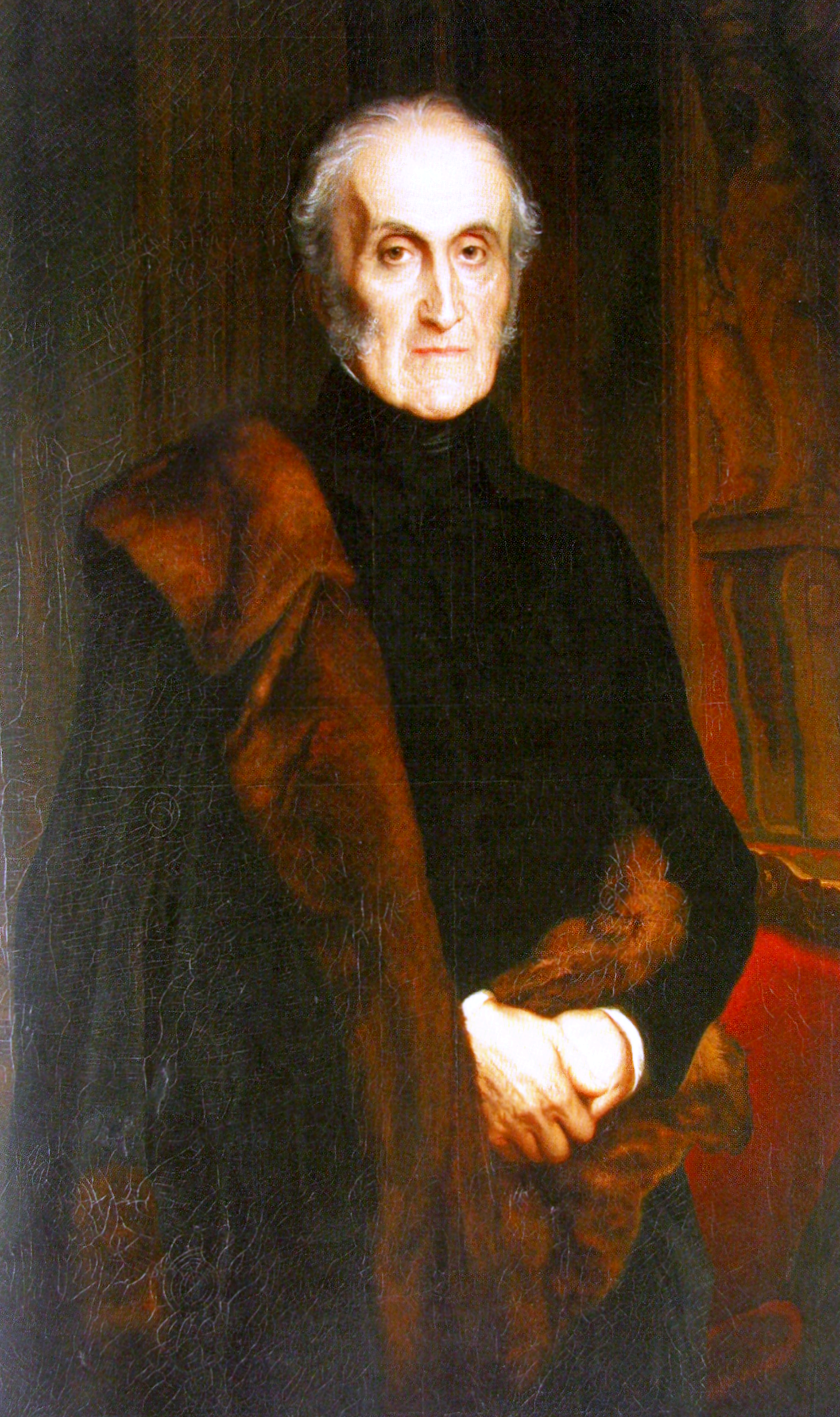
Książę Adam Jerzy Czartoryski, przywódca konserwatywnego obozu Hotel Lambert

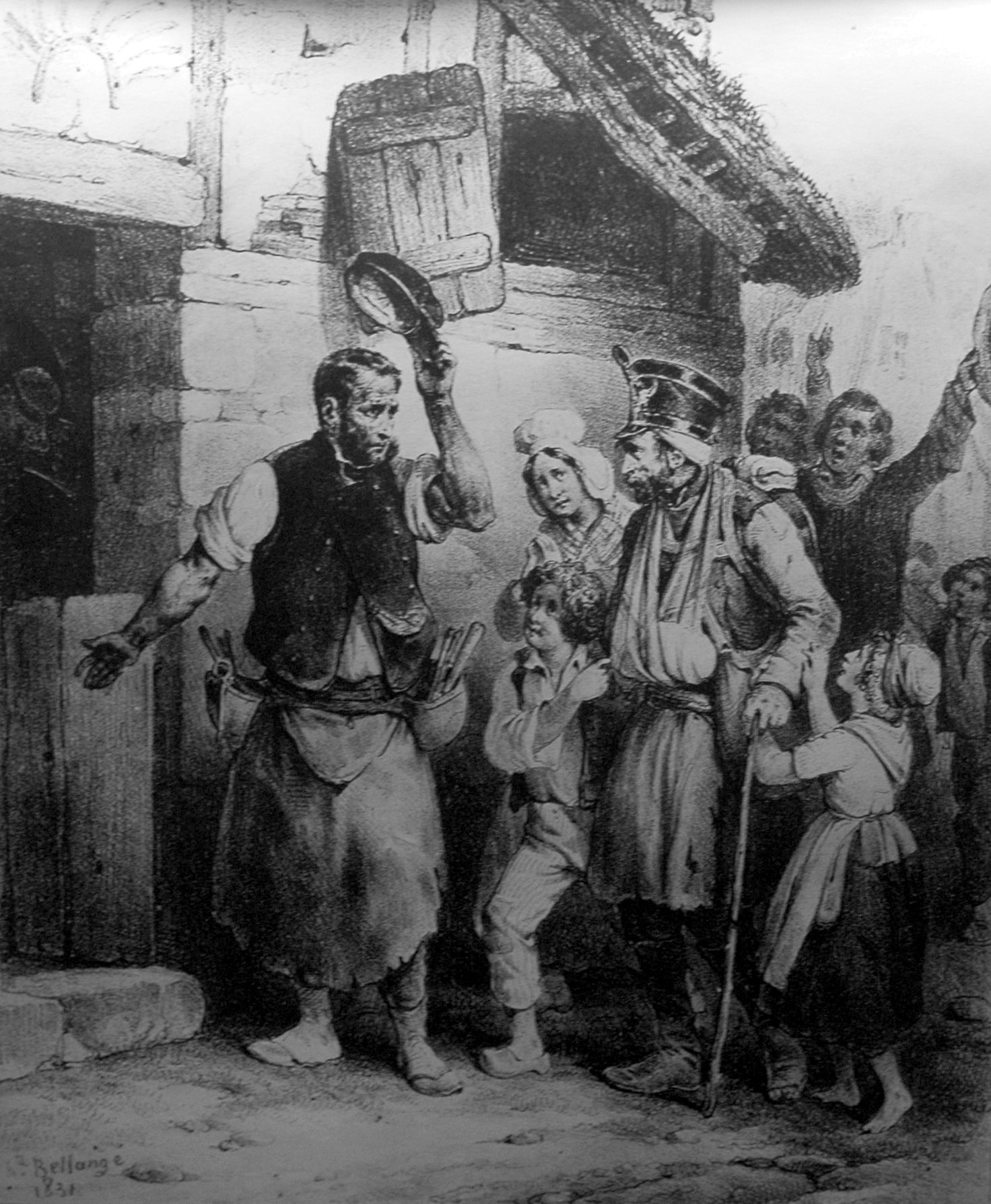
Powitanie we Francji

Wraz z upadkiem powstania zakończyła się w Polsce epoka państwa jako instytucji. Z życia publicznego kraju odeszli ludzie czasów napoleońskich. Znaleźli się w szeregach masy – głównie żołnierskiej – która przez Prusy i Saksonię, a nawet przez Austrię, ciągnęła na zachód, ku Belgii, Francji i Anglii. Polskich żołnierzy-tułaczy przyjmowano niemal wszędzie z wyrazami sympatii, a niekiedy wręcz z entuzjazmem. Na masę wychodźczą składali się członkowie rządu narodowego i politycy, oficerowie i żołnierze, a także najwybitniejsi twórcy epoki z trzema wieszczami (Adam Mickiewicz, Juliusz Słowacki, Zygmunt Krasiński) na czele. Głównym miejscem osiedlenia się Wielkiej Emigracji była Francja.
Wielka Emigracja była ruchem wychodźczym o podłożu patriotyczno-politycznym po upadku powstania listopadowego, jednym z największych ruchów emigracyjnych ówczesnej Europy (ponad 8000 ludzi). Do emigrantów należała głównie szlachta polska, żołnierze powstańczy, członkowie Rządu Narodowego, politycy, pisarze, artyści, inteligencja. Ośrodek emigrantów stanowiła Francja, pomniejsze znajdowały się też w Saksonii, Zagłębiu Ruhry, Belgii, Wielkiej Brytanii, Szwajcarii, Turcji i Stanach Zjednoczonych.
Głównym ośrodkiem obozu konserwatywnego emigracji była siedziba księcia Adama Czartoryskiego – hotel Lambert w Paryżu (od której obóz ten wziął nazwę), ale wkrótce powstawać zaczęły i inne, jak np. Towarzystwo Demokratyczne Polskie (dalej: TDP), Komitet Narodowy Polski, Gromady Ludu Polskiego, Zemsta Ludu, Młoda Polska, Zjednoczenie Emigracji Polskiej.
Emigracja wzbogaciła polską kulturę, zwłaszcza na polu literatury i muzyki. Publicystyka emigracyjna pogłębiała patriotyzm, wpływała na poglądy społeczeństwa. Książki i pisma emigracyjne docierały do kraju mimo zakazów i kar za ich przechowywanie i powielanie.
Ogólnie Wielka Emigracja – wprawdzie wewnętrznie skłócona i rozbita – stanowiła siłę, która przez ponad trzy dekady wywierała wpływ na kształtowanie się polskiego myślenia na przestrzeni całego omawianego w tym rozdziale okresu. Była czynnikiem scalającym działania wszystkich organizacji, które za cel pierwszoplanowy uznały wyzwolenie narodu spod władzy państw zaborczych. W tym sensie Wielka Emigracja osiągnęła sukces, aczkolwiek ostatnie polskie powstanie narodowe (powstanie styczniowe), wywołane zgodnie z jej założeniami, poniosło klęskę.

### Represje po powstaniu listopadowym

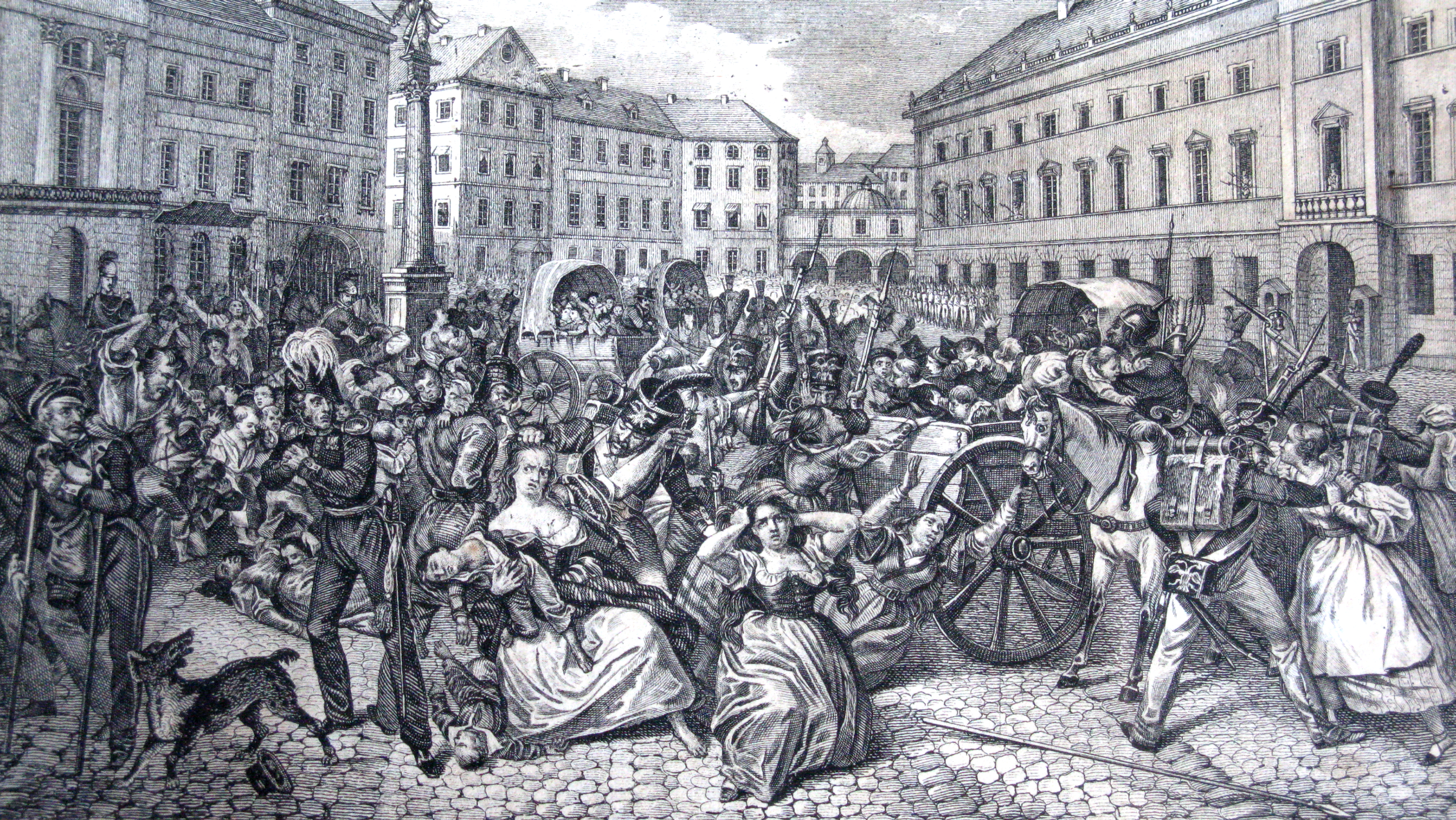
Porwanie dzieci polskich przez żołnierzy rosyjskich na placu Zamkowym w Warszawie

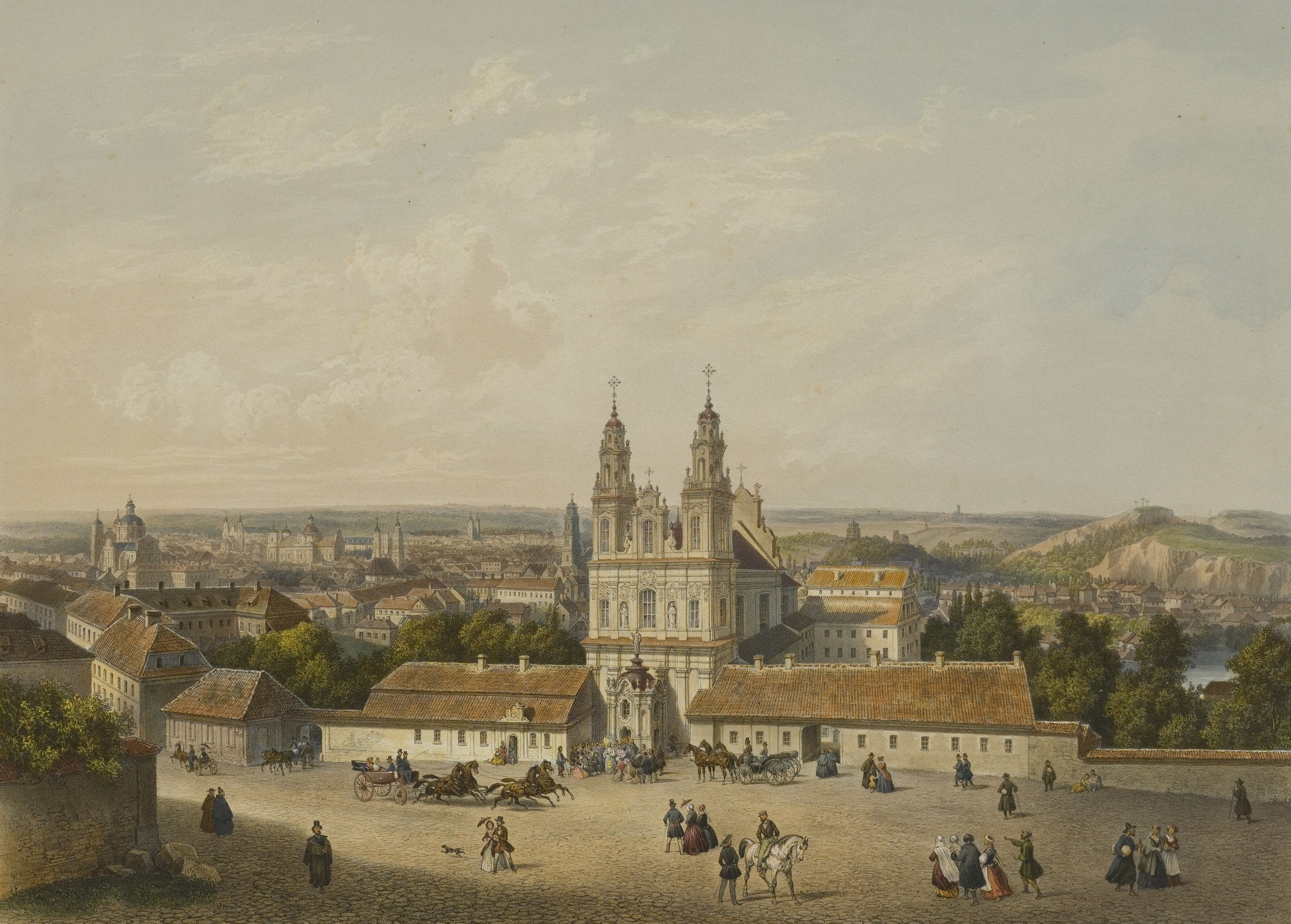
Klasztor misjonarzy w Wilnie, skasowany przez władze rosyjskie w 1832 roku, obraz Zygmunta Vogla z ok. 1800

Po upadku powstania listopadowego cesarz Mikołaj I Romanow wypowiedział słowa: Nie wiem, czy będzie jeszcze kiedy jaka Polska, ale tego jestem pewien, że nie będzie już Polaków.
Popowstaniowe represje dotknęły wszystkie warstwy społeczeństwa polskiego. Przywódców i działaczy powstańczych – z wyjątkiem tych, którzy opuścili kraj (ich majątki skonfiskowano) lub złożyli wiernopoddańczą przysięgę – skazywano na katorgę lub wieloletnie zesłanie w głąb Imperium, ponad 22 000 oficerów i żołnierzy wcielono do armii rosyjskiej i wysłano na Kaukaz, gdzie zmuszeni byli pacyfikować walczące o wolność ludy kaukaskie i bić się z Turkami. Podobne prześladowania spotkały urzędników administracji powstańczej, dziennikarzy, sympatyzujących z powstaniem Żydów.
Karą główną dla Królestwa, na które nałożono kontrybucję w wysokości 22 mln rubli, miało być zniesienie dotychczasowych swobód. Namiestnik rosyjski, feldmarszałek Iwan Paskiewicz, nakazał zamknięcie Uniwersytetu Warszawskiego i likwidację dotychczasowych komisji rządowych, oddając administrację ministerstwom rosyjskim. W miejsce województw powstały gubernie, polskie miary i wagi oraz system monetarny zastąpiły rosyjskie odpowiedniki. Powolnej rusyfikacji ulegało też szkolnictwo, a język rosyjski wypierał polski z urzędów wszystkich szczebli.
Najdroższe jednak kary dosięgły mieszkańców Litwy i innych dawnych ziem Rzeczypospolitej wcielonych do guberni rosyjskich. Nieposiadająca majątków drobna szlachta szaraczkowa została pozbawiona specjalnym ukazem carskim szlachectwa i uznana za chłopstwo. Mieszkańców tych ziem wyłączono z amnestii, jaka objęła Królestwo, a uczestnikom działań powstańczych skonfiskowano kilka tysięcy majątków. W 1839 zlikwidowano Kościół unicki, a wiernych siłą zmuszano do przechodzenia na prawosławie. Zlikwidowano Uniwersytet Wileński i inne szkoły polskie, zastępując je rosyjskimi.
W pozostałych dwóch zaborach represje były wprawdzie łagodniejsze, ale i tu setki ludzi trafiały do więzień, a germanizacja wyraźnie nasiliła się. Austria czekała na dogodny moment, by – za zgodą pozostałych zaborców – zlikwidować Rzeczpospolitą Krakowską.

## Początki pracy organicznej i rozwój przemysłu

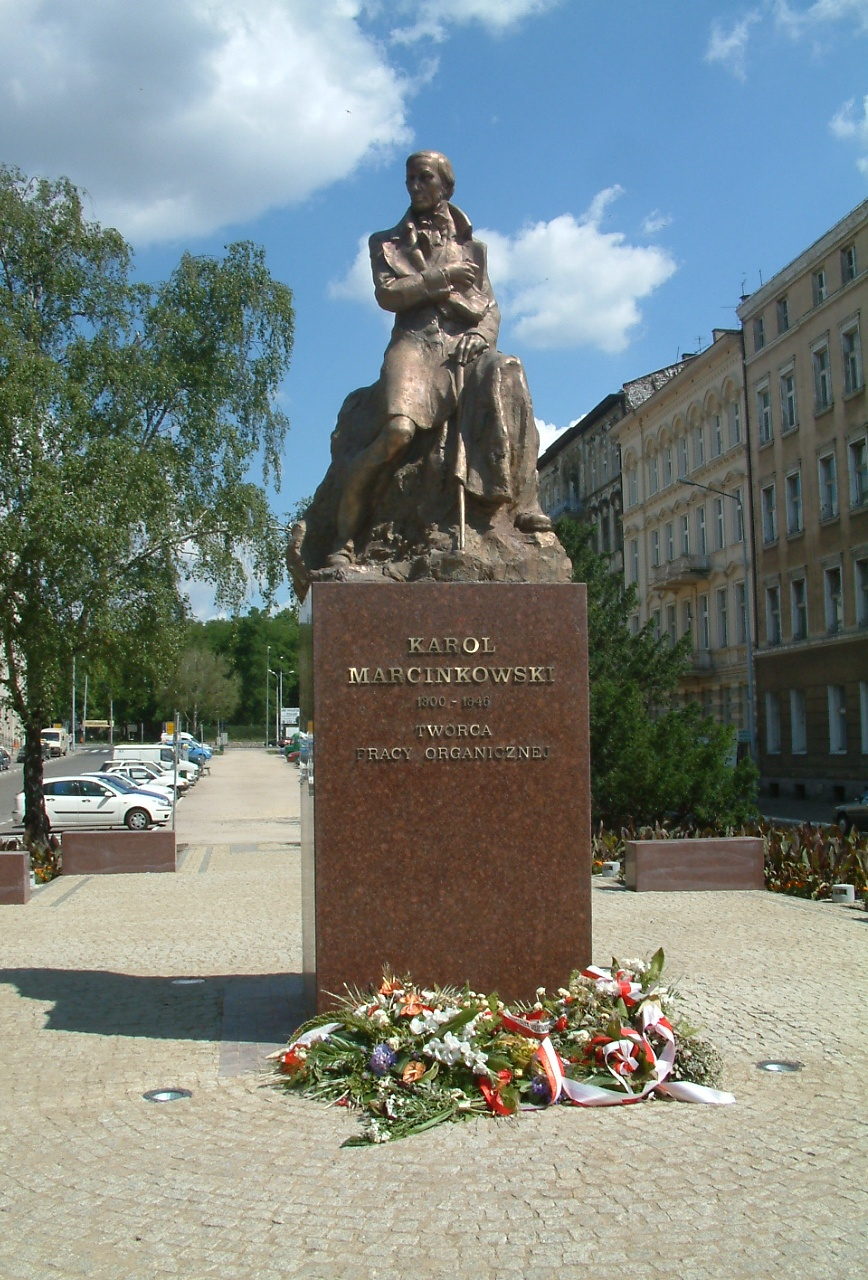
Pomnik Karola Marcinkowskiego w Poznaniu

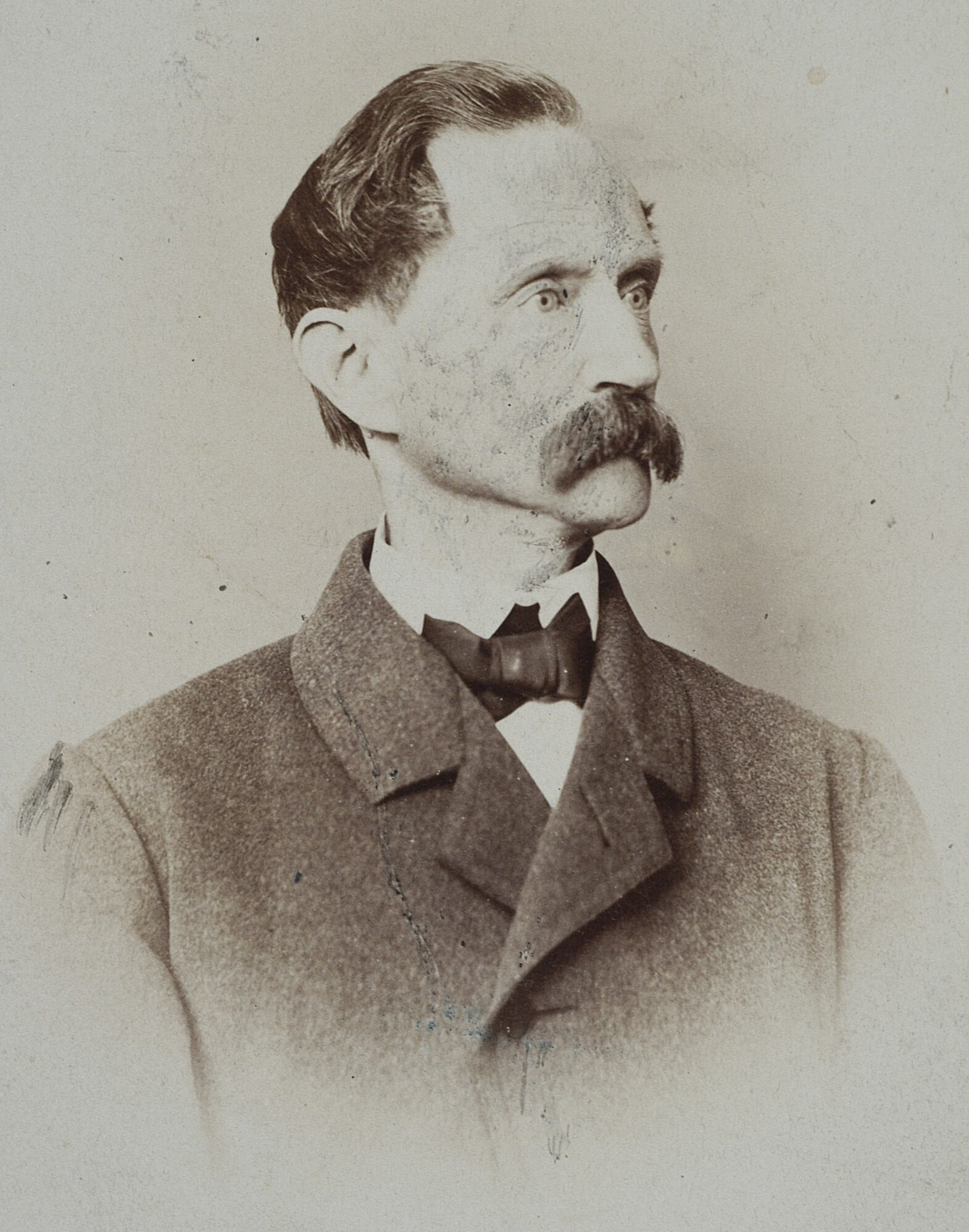
Hipolit Cegielski

Po klęsce powstania nastąpił powolny, ale widoczny rozwój miast i wzrost eksportu zboża, co stanowiło rękojmię polepszania się sytuacji w rolnictwie. Rosła produkcja ziemniaków i pszenicy, a to głównie dzięki zwiększaniu areałów pozyskanych z lasów i nieużytków, słabo nawożona ziemia dawała jednak niskie plony. Tylko w większych folwarkach dawało się dostrzec postęp technologiczny (pługi lemieszowe, sieczkarnie, kosiarki, przechodzenie z trójpolówki na płodozmian). Zacofanie drobnego chłopstwa powodowało, że jego gospodarka zostawała coraz bardziej w tyle, natomiast zamożniejsi rolnicy przechodzili stopniowo z pańszczyzny na czynsz, co w krótkim czasie spowodowało zróżnicowanie ludności wiejskiej na bezrolnych, małorolnych i czynszowników.
Z kolei przemysł rozwijał się dynamicznie, aczkolwiek w połowie XIX wieku zatrudniał tylko 50 000 osób. Cła zaporowe, wprowadzone w Rosji po 1831 roku, wymogły na producentach z Królestwa wysoką jakość oferowanych produktów lub przenoszenie fabryk (np. w przemyśle sukienniczym) w głąb Rosji. Walka z konkurencją powodowała postęp technologiczny, a więc stosowanie coraz doskonalszych maszyn.
Największe uprzemysłowienie dokonało się na Górnym Śląsku w zaborze pruskim. Rozbudowały się tam głównie hutnictwo żelaza i cynku oraz górnictwo węgla kamiennego, którego wydobycie z 37 tys. ton w 1800 r. wzrosło do 4,6 mln ton w 1864 r. W Poznaniu duże zakłady metalurgiczne założył Hipolit Cegielski, a w Krakowie Ludwik Zieleniewski. W 1853 r. we Lwowie aptekarz Ignacy Łukasiewicz dokonał jednego z największych wynalazków stulecia, konstruując lampę naftową. Konsekwencją tego było rozpoczęcie eksploatacji złóż ropy naftowej w rejonie Jasła.
Powstawaniu przemysłu towarzyszył rozwój komunikacji przez wprowadzenie kolei żelaznych. Jedną z pierwszych linii kolejowych na ziemiach polskich był szlak łączący Warszawę z Krakowem i Wiedniem, wybudowany w latach 1840–1848. We wszystkich trzech zaborach upowszechniała się oświata, rozwijało czytelnictwo i piśmiennictwo.
Znaczny postęp nastąpił również w rolnictwie, zwłaszcza w zaborze pruskim, przez zapoczątkowanie melioracji gruntów oraz stosowanie nawozów sztucznych i mechanizacji prac rolnych (siewniki, młockarnie, sieczkarnie, młyny do zbóż). Gorzej przedstawiała się sytuacja w rolnictwie zaboru rosyjskiego, gdzie dłużej utrzymywały się feudalno-pańszczyźniane struktury, oraz w Galicji, na skutek wielkiego rozdrobnienia tamtejszych gospodarstw rolnych. Wszędzie umocniły się folwarczne majątki obszarnicze, korzystające z pracy najemnej, świadczonej głównie przez bezrolną ludność wiejską. Wzrosła znacznie powierzchnia gruntów ornych, przeznaczanych zwłaszcza pod uprawy buraków cukrowych i roślin pastewnych, w związku z dużym rozwojem hodowli zwierzęcej.
Łódź – nowe centrum przemysłu włókienniczego i tekstylnego – błyskawicznie stała się największym – po Warszawie – miastem Królestwa. Rozwój kolei żelaznych dał bodziec do rozwoju przemysłu stalowniczego. Koleje rewolucjonizowały transport. Przedstawiciele inteligencji i oświeconego ziemiaństwa inicjowali akcje przyspieszające rozwój. W połowie wieku takie działania zaczęto nazywać pracą organiczną lub inaczej – pracą u podstaw.
„Organicznicy”, których zadaniem było często odciągnięcie społeczeństwa od walki o wyzwolenie narodowe, głosili, że swymi poczynaniami lepiej służą sprawie polskiej, niż konspiracje i zrywy. Działania takie rozpoczęto przede wszystkim w Wielkopolsce, gdzie – po wstąpieniu na tron pruski Fryderyka Wilhelma IV (1840) – nastąpiło złagodzenie antypolskiego kursu w polityce wewnętrznej.
Zaczęło się od założenia w 1835 roku w Gostyniu tzw. Kasyna, czyli towarzystwa dla podniesienia gospodarki i kultury w regionie. Takie stowarzyszenia – a powstało ich więcej – propagowały nowe technologie i metody gospodarowania.
W roku 1841 powstało Towarzystwo Naukowej Pomocy w Poznaniu, a wkrótce potem spółka ziemiańska „Bazar”. Oba przedsięwzięcia były dziełem Karola Marcinkowskiego, lekarza, filantropa i społecznika. Dzięki niemu Hipolit Cegielski uruchomił warsztat, który miał się w przyszłości przekształcić w wielką fabrykę.
W Królestwie system paskiewiczowski pozostawiał znacznie mniej możliwości działania. Pionierem pracy organicznej był tu Andrzej hr. Zamoyski, który oczynszował chłopów w swoich dobrach i był zwolennikiem umiarkowanych reform. Praca organiczna przyczyniła się do aktywizacji społeczeństwa w innych niż dotychczas kierunkach, chociaż była wyhamowywana przez zaborców i niechętnych zmianom ziemian. Przygotowania do kolejnego powstania zepchnęły tego rodzaju działalność na dalszy plan.

## Ruch spiskowy

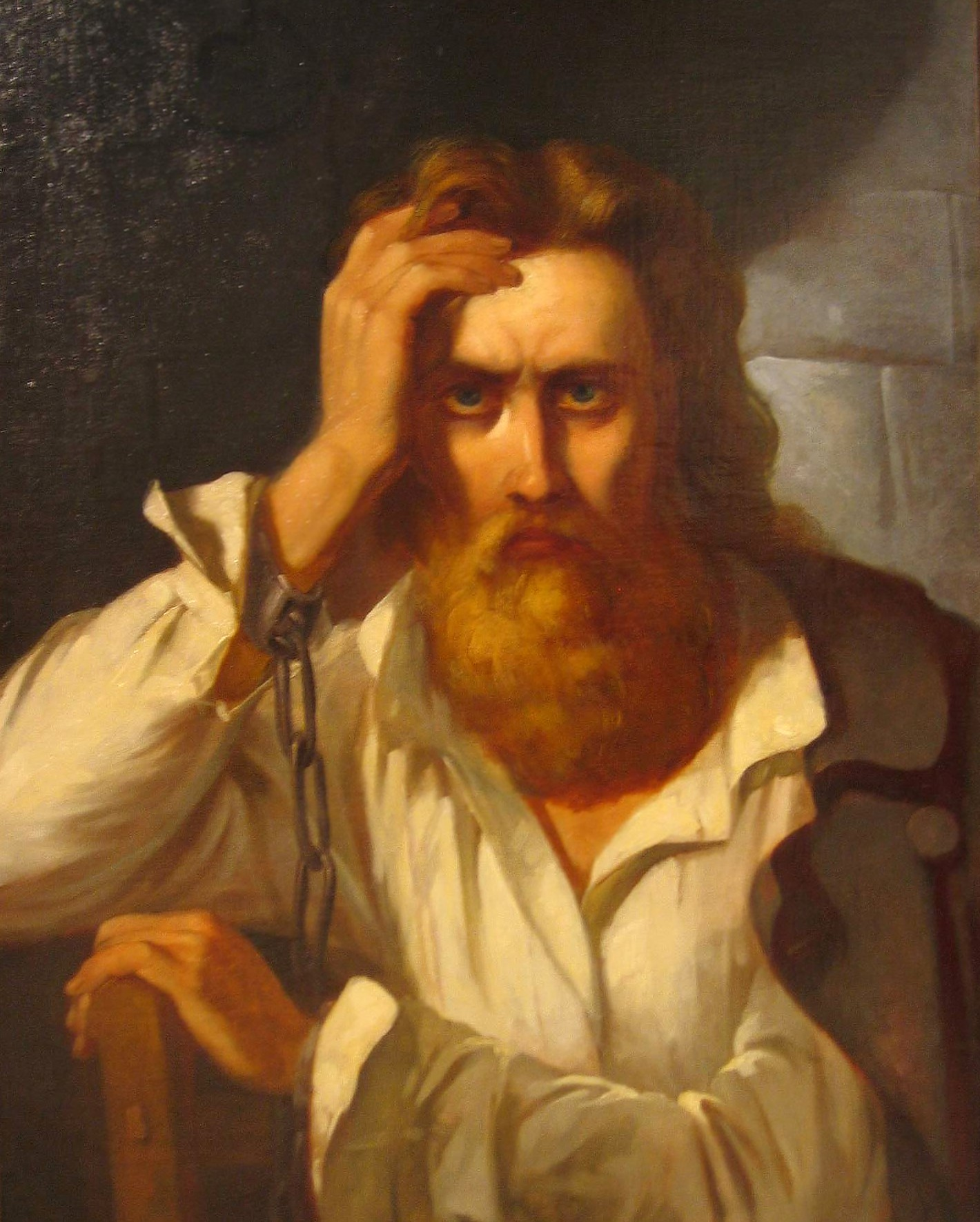
Szymon Konarski

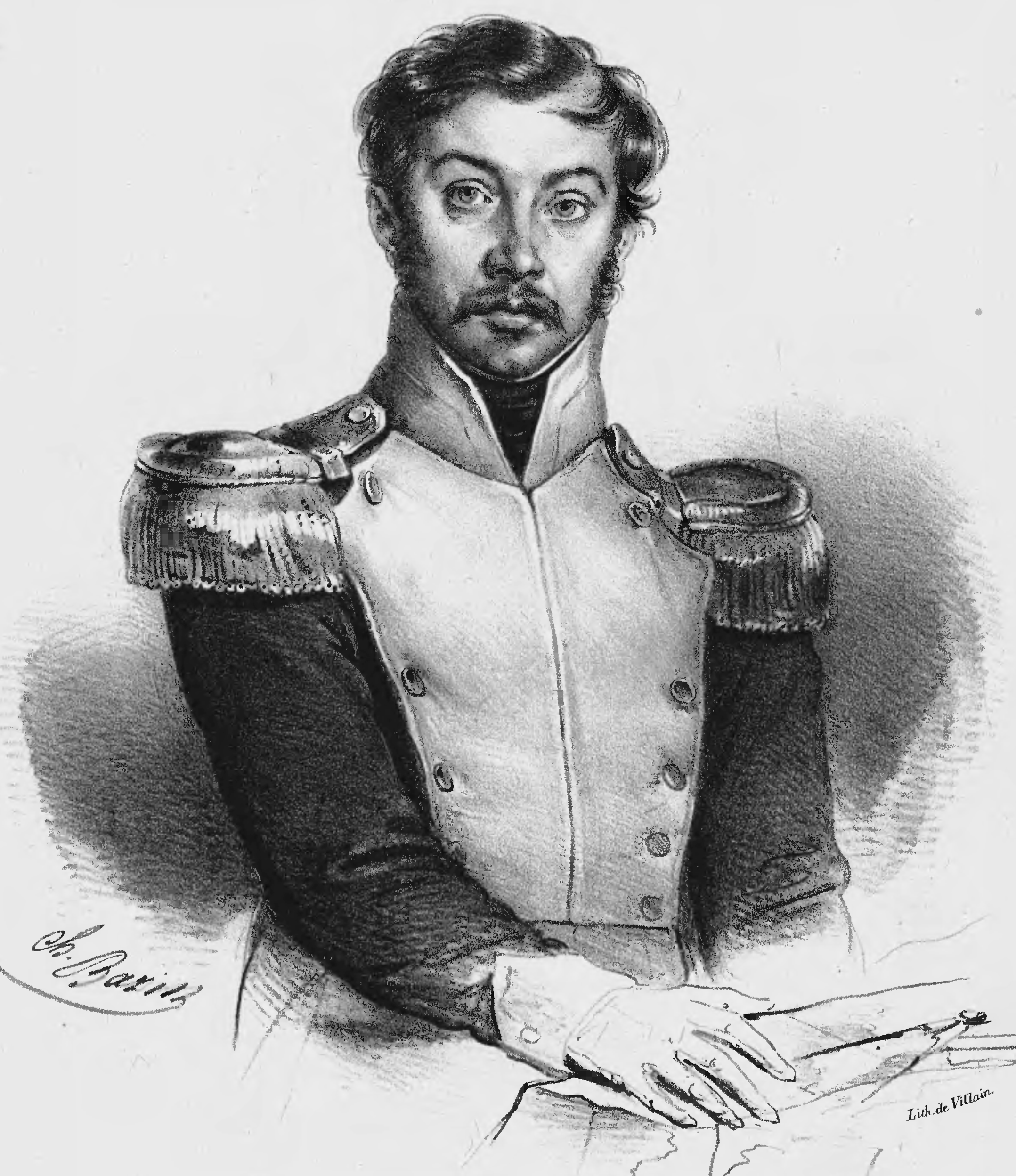
Józef Zaliwski

Ruch spiskowy odżył niemal natychmiast po upadku powstania. Jego szeregi zasilały drobna i średnia szlachta, inteligencja i młodzież. Przeciwne ruchom konspiracyjnym było ziemiaństwo i bogatsi chłopi (jakkolwiek wśród rolników powstał po 1840 roku Związek Chłopski, organizacja z założenia narodowa i spiskowa).
W latach 1832–1839 głównymi ośrodkami spiskowymi były Rzeczpospolita Krakowska i Galicja, skąd emisariusze kręgów Wielkiej Emigracji docierali do zaboru rosyjskiego, rozbudowując istniejącą już sieć konspiracyjną. Jednak, w miarę upływu czasu, wpływ emigracji na działania krajowe słabł. Nowe pokolenie przejmowało zadanie odzyskania niepodległości drogą kolejnego zrywu, ale w oparciu o krajowe doświadczenia, a więc odchodząc od sposobów myślenia poprzedników.

### Wyprawa Zaliwskiego i stan wojenny w Królestwie Polskim
W marcu 1833 z Galicji do Królestwa Polskiego przeniknęło kilka oddziałów partyzanckich pod ogólnym dowództwem płk. Józefa Zaliwskiego, uczestnika powstania listopadowego i przyjaciela Joachima Lelewela. Kilkunastoosobowe grupy, w większości źle uzbrojonych emigrantów, nie zostały dobrze przyjęte przez ludność i po 3–4 miesiącach prób podejmowania akcji, wymykania się patrolom wojska i policji rosyjskiej, wróciły do Galicji. Rosjanie zabili 18 partyzantów, trzech schwytali i powiesili, reszcie udało się uciec.
Austriacy wyłapali większość z nich z Zaliwskim na czele i deportowali tych wszystkich, którzy nie byli poddanymi austriackimi. Losy wyprawy dowiodły, że wywołanie powstania nie jest zadaniem łatwym i że trzeba się do tego przygotować. Takie przygotowania podjął w listopadzie Karol Borkowski, ale po aresztowaniach w roku następnym spisek pod nazwą Związek Węglarzy Polskich musiał chwilowo zawiesić działania, choć istnieć nie przestał.
26 czerwca 1833 ogłoszono wprowadzenie stanu wojennego w Królestwie Polskim, na podstawie ukazu cesarza Mikołaja I Romanowa z dnia 11/23 kwietnia 1833.

### Rok 1846

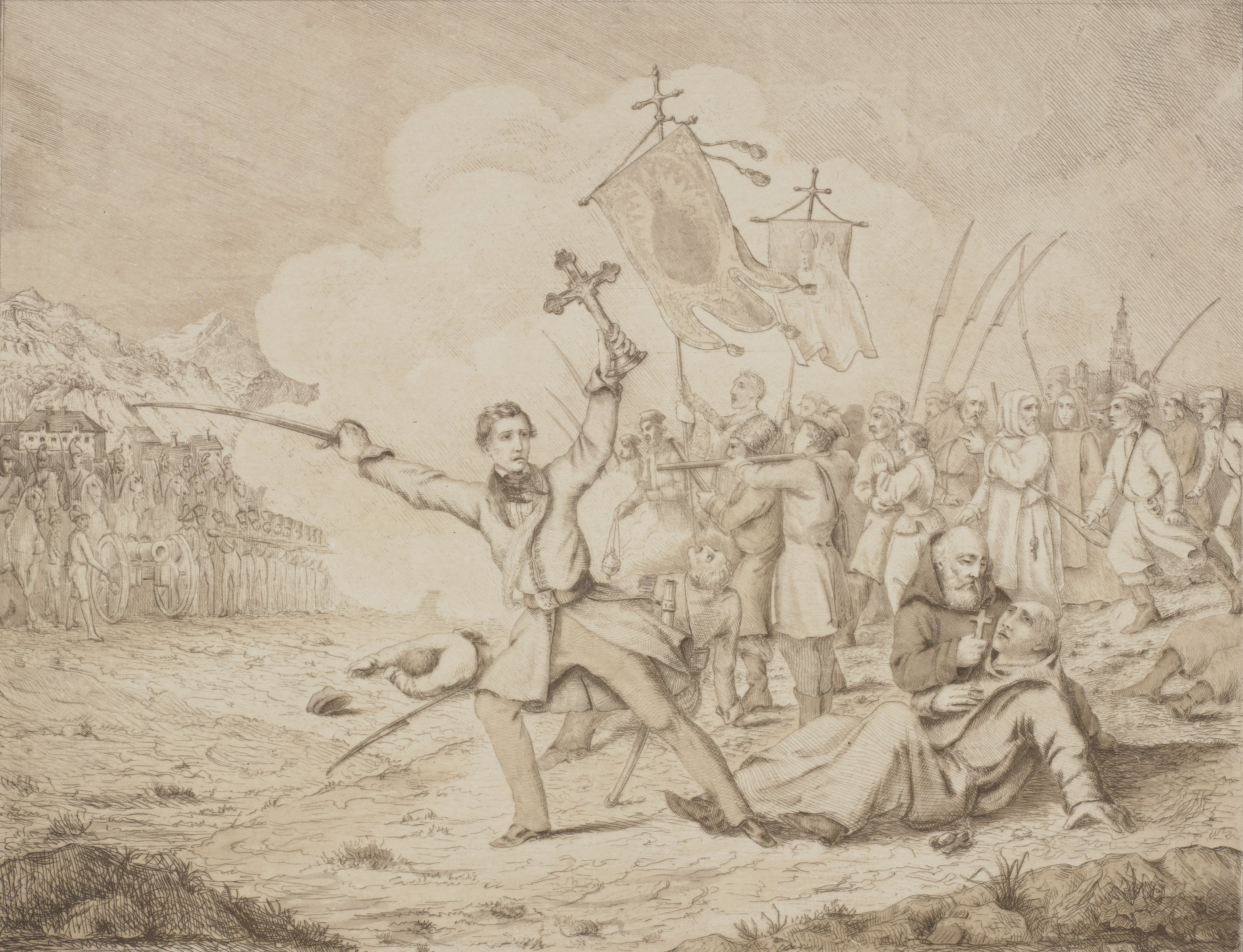
Śmierć Dembowskiego

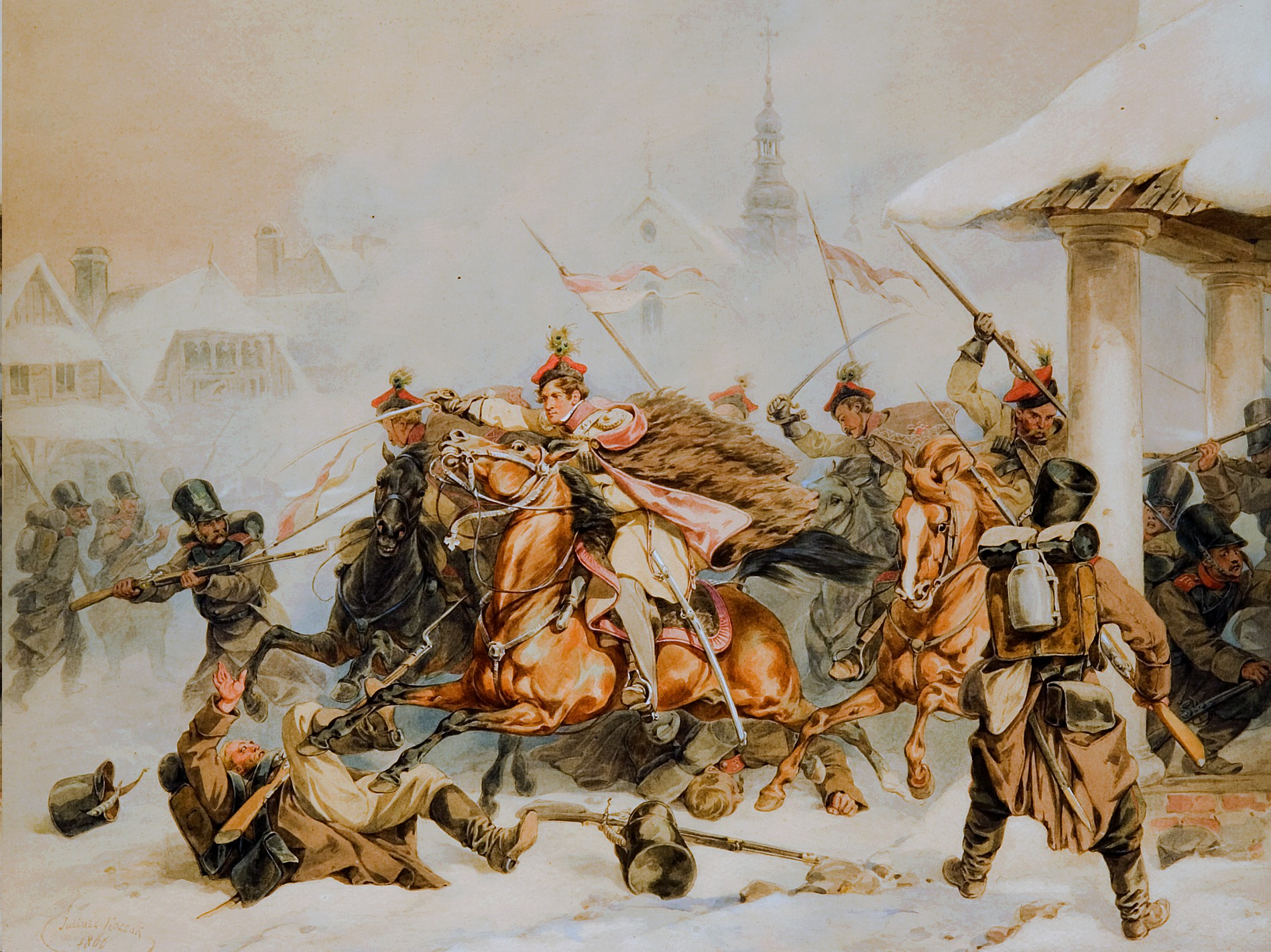
Akwarela Juliusza Kossaka Szarża krakusów na Rosjan w Proszowicach 1846

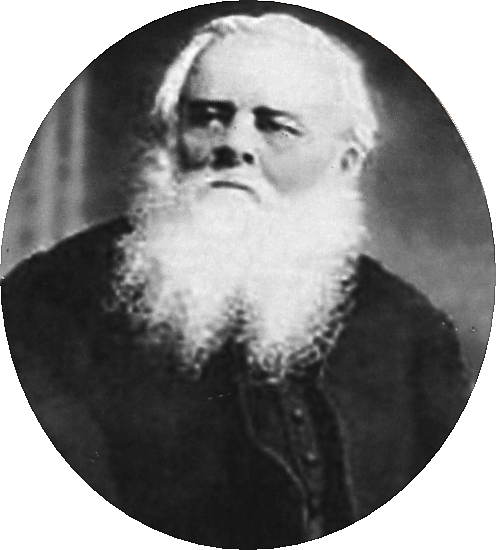
Piotr Ściegienny, zdjęcie sprzed 1890 roku

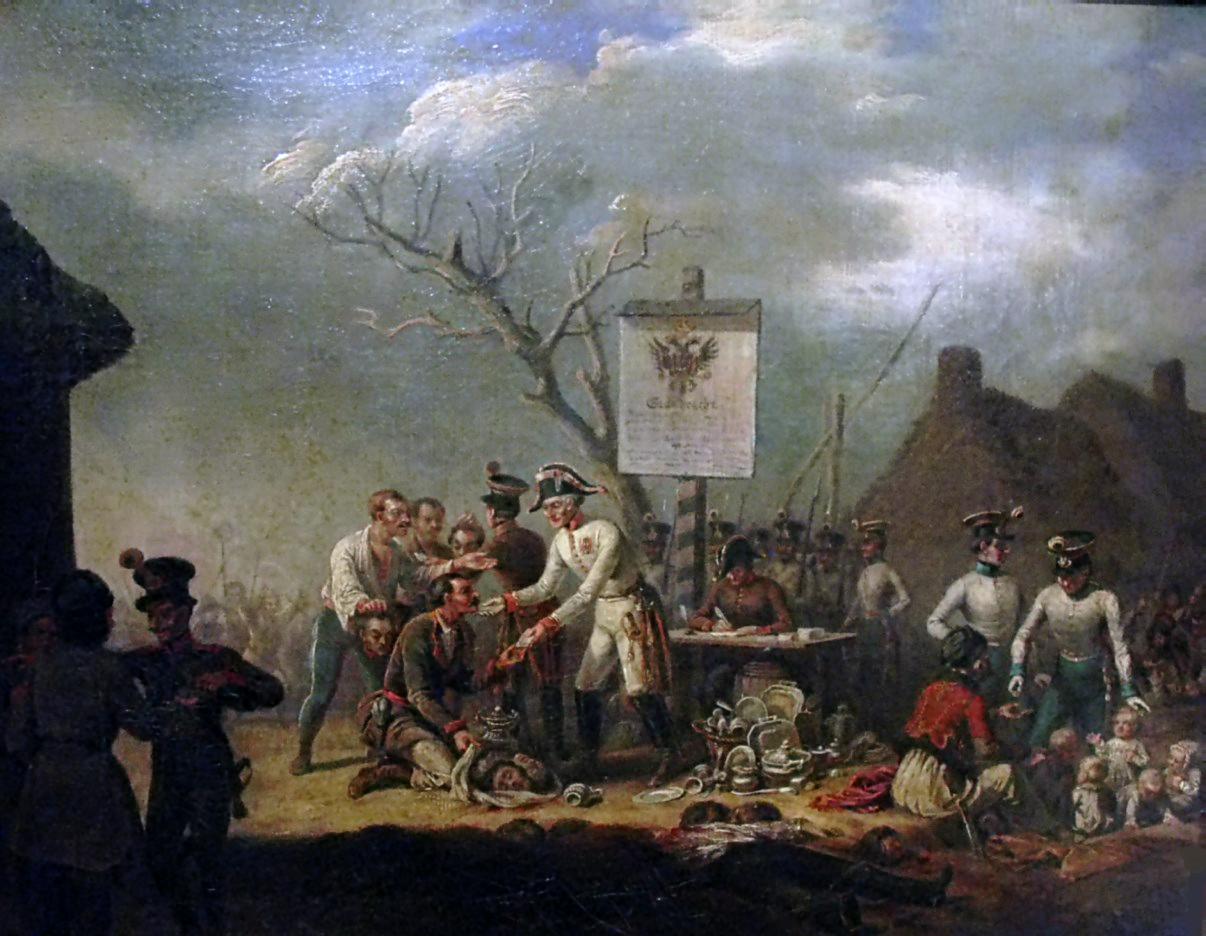
„Rzeź galicyjska”, mal. Jan Lewicki

Nowa praca spiskowa zaczęła się – przede wszystkim w Galicji, gdzie terror ze strony zaborcy był najsłabszy – prawie natychmiast po upadku powstania listopadowego. W lutym 1835 roku, na bazie węglarstwa, utworzono w Krakowie Stowarzyszenie Ludu Polskiego głoszące hasła reformatorskie ze swobodami obywatelskimi na czele i potępiające magnaterię i jej sprzedajność. Organizacja rozwijała się najlepiej w Galicji, ale także w Królestwie i na Rusi, gdzie działał Szymon Konarski oraz na Litwie, głosząc uwłaszczenie chłopów bez odszkodowań i powszechne prawo wyborcze.
Tymczasem okupacja Krakowa przez wojska zaborcze i aresztowania bardzo osłabiły ten ruch. Władze organizacji przeniosły się do Lwowa, a ster przejęli działacze umiarkowanego skrzydła z Franciszkiem Smolką na czele, którzy zwrócili się do inteligencji i szlachty o nastawieniu umiarkowanym. W tej sytuacji lewica utworzyła nową organizację pod nazwą Konfederacja Powszechna Narodu Polskiego (1837), która jednak została wkrótce wykryta i zlikwidowana przez policję austriacką. Stowarzyszenie Ludu Polskiego zdecydowało o samorozwiązaniu, a kres działalności położyła fala aresztowań na przełomie lat 1840–1841.
Organizacja ukraińska Szymona Konarskiego liczyła ponad 3000 członków i nawiązała kontakty z oficerami i studentami rosyjskimi tak w Wilnie, jak i w Kijowie. W roku 1838 Konarski – zadenuncjowany przez kupca Rozentala – został aresztowany w Wilnie i 27 lutego 1839 roku publicznie rozstrzelany. Mimo tortur nie zdradził swych towarzyszy, ale zrobili to inni aresztowani. Ruch rewolucyjny uległ częściowej destrukcji.
W zaborze pruskim ośrodkiem działań konspiracyjnych był Poznań. Kierował nimi filozof i dziennikarz, działacz TDP Karol Libelt, który na łamach „Tygodnika Literackiego” lansował tzw. „łagodną propagandę”, nie tykającą ziemiaństwa i przychylną chłopom (już zresztą uwłaszczonym). W Królestwie działali bardziej radykalni członkowie Związku Narodu Polskiego (dalej: ZNP) Henryk Kamieński i Edward Dembowski. Obaj głosili potrzebę wciągnięcia do przyszłego powstania (natychmiast po jego wybuchu) uwłaszczonego chłopstwa, jednak Kamieński zalecał rozwagę i dobre przygotowanie, zaś Dembowski parł do jak najszybszego rozwiązania, licząc na to, że masy ludu zdecydują o zwycięstwie. Aresztowania w roku 1843 uniemożliwiły realizację tych planów. Dembowski schronił się w zaborze pruskim, gdzie wzmocnił działania lewicy (tzw. Związek Plebejuszy założony w 1842 roku przez księgarza Walentego Stefańskiego), ale do wybuchu powszechnego powstania we wszystkich trzech zaborach w 1844 roku nie doszło.
W zaborze rosyjskim działał inny aktywista ZNP, ksiądz Piotr Ściegienny, szczególnie aktywny wśród chłopów w Świętokrzyskiem. Kolportował on ręcznie przepisywane broszury (np. List Ojca Św. Grzegorza papieża i Złota Książeczka lub historya rodzayu ludzkiego dla rolników i rzemieślników, dla chłopów, mieszczan i żołnierzy, dla lokayów, pisarzy, ekonomów i innych oficyialistów), nawołujące do udziału w walce z zaborcą, za co obiecywał odpusty i błogosławieństwo Boże. W październiku 1844 roku w Krajnie k. Kielc zebrał garstkę zwolenników, z którymi zamierzał uderzyć na garnizony rosyjskie, ale do akcji wkroczyła policja. Ściegienny został aresztowany i skazany na śmierć, co zamieniono mu na karę 3 tysięcy kijów i dożywotnią katorgę na Syberii.
Klęska Ściegiennego uniemożliwiła wybuch powstania w roku 1844. Teraz do głosu doszedł ponownie ZNP, a zwłaszcza tzw. Centralizacja Poznańska, gdzie na wodza przyszłego zrywu kreowano Ludwika Mierosławskiego, uznawanego za znawcę spraw wojskowych. W wyniku rozległych prac spiskowych w Wielkopolsce i Galicji uzgodniono, że wybuch powstania nastąpi w lutym 1846 roku, co Mierosławski – na naradzie w Krakowie – ustalił z przedstawicielami ugrupowań konspiracyjnych w styczniu tegoż roku.
Tymczasem policje zaborcze likwidowały u podstaw wszystkie spiski. Próba poderwania do walki Kaszubów w zaborze pruskim nie udała się, w Królestwie Pantaleon Potocki próbował uderzyć na Siedlce, ale został schwytany i powieszony. Jedynie na południu, w pobliżu granicy z Galicją, udało się rozbić kilka posterunków rosyjskich, po czym chłopski oddział dotarł do Krakowa, gdzie w nocy z 20 na 21 lutego rozpoczęło się powstanie. 22 lutego, w oswobodzonym mieście, powstał Rząd Narodowy, który ogłosił Manifest do Narodu Polskiego, zapowiadający uwłaszczenie bez odszkodowań, co mogło skłonić chłopów do przystąpienia do powstania. Propaganda austriacka, nawołująca do oporu przeciwko „szlacheckiemu uciskowi”, zyskała jednak większe wzięcie i jeszcze przed ogłoszeniem powstania, 19 lutego chłopi masowo ruszyli palić i rabować dwory. W trakcie tej tzw. „rzezi galicyjskiej”, której jednym z przywódców był, nagrodzony później przez zaborcę, Jakub Szela, zamordowano ponad tysiąc osób.
Dembowski zginął od austriackiej kuli, prowadząc bezbronną pielgrzymkę chłopską i tym samym powstanie zakończyło się klęską, śmiercią co najmniej kilkuset i aresztowaniem kilku tysięcy osób. Było jednak ważnym przyczynkiem do ogólnoeuropejskiego zrywu w dwa lata później.
Dalszym następstwem upadku powstania była utrata pozorów niepodległości przez Rzeczpospolitą Krakowską, która w listopadzie została zaanektowana przez Austrię. Władze natychmiast obsadziły stanowiska w mieście swoimi ludźmi, zniemczeniu uległ język w urzędach i na uniwersytecie. Warto jednak dodać, że gospodarczo miasto Kraków na inkorporacji do Austro-Węgier bardzo zyskało.

### Wiosna Ludów i jej skutki

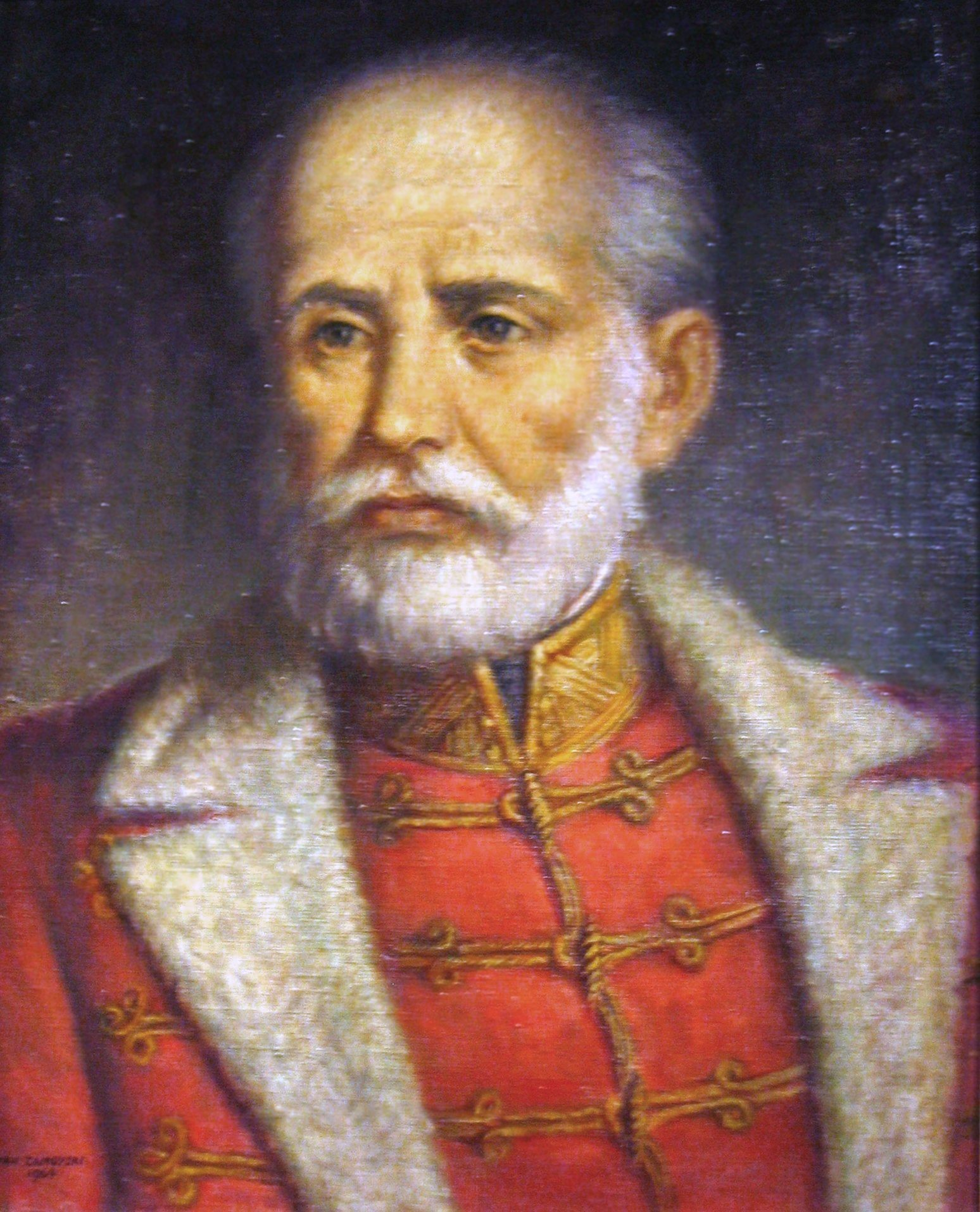
Generał Józef Bem

Od zakończenia wojen napoleońskich, w trakcie trwania których narody Europy oswoiły się z pojęciem konstytucji i rewolucyjnymi hasłami francuskimi, trwała nasilająca się z każdym rokiem walka kapitalizmu z feudalizmem, wraz z towarzyszącymi im prądami buntów społecznych i narodowych. W latach 1845–1847 nastąpił w Europie Zachodniej kryzys gospodarczy, który stał się punktem zapalnym dla szeregu walk rewolucyjnych toczonych w wielu krajach w roku 1848 i następnym.
Istotnym składnikiem Wiosny Ludów była sprawa polska. Walka Polaków o niepodległość osłabiała mocarstwa rozbiorowe, ów bastion reakcji europejskiej, a tym samym ułatwiała innym narodom walkę o własne sprawy. Rewolucjoniści europejscy coraz częściej deklarowali gotowość wsparcia Polaków. Ponad 3000 Polaków wzięło udział w powstaniu węgierskim, gdzie wyróżniali się tacy dowódcy jak Henryk Dembiński i Józef Bem.
Wybuch rewolucji w Niemczech i Austrii zaktywizował społeczeństwo w Galicji, na Śląsku i w Wielkopolsce i wprawdzie Wiosna Ludów zarówno na ziemiach polskich, jak i w całej Europie zakończyła się klęską, aktywność mas ludowych – obok reform agrarnych – stanowiła najważniejsze osiągnięcie i zapowiedź zmian w walce o narodowe i społeczne wyzwolenie.

## Ziemie polskie w drugiej połowie XIX wieku
Przełom po wstrząsie Wiosny Ludów charakteryzował się w całej Europie gwałtownym wzrostem uprzemysłowienia i urbanizacji, co wiązało się ze wzrostem liczebności i siły klasy robotniczej i inteligencji, a tym samym z pojawieniem się nowej jakościowo grupy, nastawionej bardziej na wyzwolenie społeczne niż narodowe. W zakresie przemysłu najbardziej rozwijały się Anglia i zachodnie Niemcy, gdzie rosło wydobycie węgla i rud żelaza, co wiązało się z rozbudową silnych ośrodków wielkoprzemysłowych. W rolnictwie pojawił się sprzęt mechaniczny w postaci kosiarek, snopowiązałek, parowych lokomobil napędzających młockarnie, wialnie i sieczkarnie. Sieć kolei żelaznych pokrywała coraz większe obszary kontynentu, a przemysł włókienniczy wyszedł już dawno z manufaktur w kierunku wielkich fabryk zatrudniających tysiące ludzi.
Podobnie było na ziemiach polskich, aczkolwiek rozwój postępował w poszczególnych zaborach nierównomiernie. W dalszym ciągu najbiedniejsza była Galicja, chociaż tu właśnie najszybciej odczuwać zaczęto ustępstwa rządu wiedeńskiego – najpierw (i na największą skalę) wobec Węgrów, ale wkrótce też wobec innych narodów wchodzących w skład monarchii. Wielonarodowa Austria, która w roku 1859 przegrała wojnę z Francją i Piemontem, oczekiwała reform. Opracowanie projektu cesarz powierzył Agenorowi Gołuchowskiemu, ministrowi spraw wewnętrznych – pierwszemu Polakowi na tak wysokim stanowisku – mocarstwa, ale stworzony przezeń tzw. „dyplom październikowy” rozczarował i oburzył wszystkich. Gołuchowski został zdymisjonowany.
Przemysłowo i rolniczo najszybciej rozwijał się zabór pruski, ale tu o swobodach narodowych nie było mowy. Wręcz przeciwnie – germanizacja Wielkopolski, Pomorza i Śląska przybierała coraz ostrzejsze formy. W 1894 roku powstała niemiecka organizacja nacjonalistyczna, nazywana potocznie mianem Hakaty.

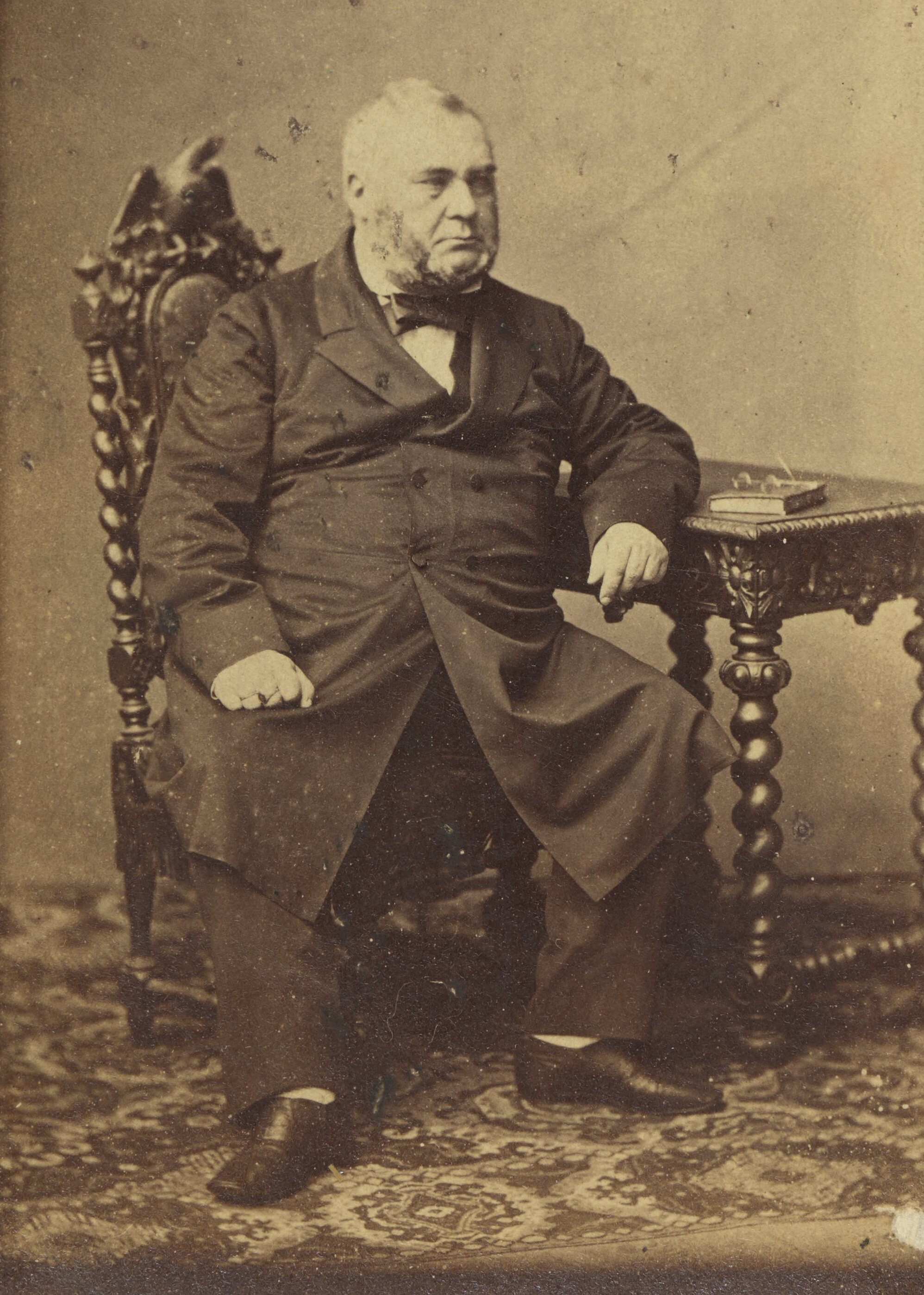
Aleksander Wielopolski

W zaborze rosyjskim rusyfikacja miała w latach 1830–1850 jeszcze charakter umiarkowany, ale policja polityczna z uwagą śledziła powstawanie i rozwój nowych spisków narodowościowych. Jednocześnie rozwijały się przemysł i szkolnictwo, transport i bankowość. Pojawili się działacze polityczni (jak hrabia Aleksander Wielopolski) usiłujący rozwiązać sprawy polskie w istniejącej rzeczywistości, doprowadzić do spolszczenia oświaty i oczynszowania chłopów. Dopiero po powstaniu styczniowym miało nastąpić, trwające bez mała 40 lat, zaostrzenie rusyfikacji i represji dotykających wszystkie warstwy społeczeństwa.
Po klęsce „sprawy polskiej” w okresie Wiosny Ludów we wszystkich trzech zaborach miały miejsce represje w stosunku do wszelkich polskich organizacji niepodległościowych. Wywoływało to wszakże często skutek odwrotny od zamierzonego, przyczyniając się do wzrostu poczucia jedności i świadomości narodowej. W tej mierze szczególne znaczenie miało spopularyzowanie dzieł współczesnych trzech romantycznych wieszczów narodowych Adama Mickiewicza, Juliusza Słowackiego i Zygmunta Krasińskiego oraz utworów muzycznych Fryderyka Chopina, a także licznych książek o tematyce historycznej Józefa Ignacego Kraszewskiego, twórcy polskiej powieści masowej.
Pewne nadzieje polityczne stworzyło wstąpienie na tron rosyjski Aleksandra II, zwłaszcza gdy przeprowadził częściową liberalizację stosunków politycznych. Nastąpiła mianowicie amnestia dla więźniów politycznych, złagodzono cenzurę prasową, utworzone zostało Towarzystwo Rolnicze, które było zapowiedzią reform agrarnych. Aleksander II przygotowując je, starał się o przychylność do swych planów polskiej szlachty i ziemiaństwa.
Władze rosyjskie próbowały się przeciwstawić nastrojom niepodległościowym i zdecydowały się na częściowe ustępstwa. Przywrócono Komisję Wyznań i Oświecenia Publicznego, na której czele stanął margrabia Aleksander Wielopolski, powołano Radę Stanu i wprowadzono wybory do samorządów lokalnych. Manifestacje jednakże nie ustały, a zastosowane krwawe represje policyjno-wojskowe przekreśliły szansę na współpracę ludności polskiej z rządem rosyjskim i Wielopolskim. W Królestwie rozszerzył się wówczas szeroko ruch biernego oporu, polegający głównie na gromadzeniu się wiernych w kościołach, gdzie śpiewano pieśni patriotyczne i prowadzono agitację antycarską.
II połowa XIX wieku charakteryzowała się rozkwitem kultury i sztuki, rozpoczętym u schyłku romantyzmu i klasycyzmu, a trwającym w dobie realizmu i Młodej Polski, o czym świadczy przegląd nazwisk twórców epoki: Kajetan Koźmian, Franciszek Wężyk, Ludwik Osiński, Julian Ursyn Niemcewicz, Jan Potocki, Joachim Lelewel, Wojciech Bogusławski, Aleksander Fredro, ale przede wszystkim trójka polskich wieszczów – Adam Mickiewicz, Juliusz Słowacki i Zygmunt Krasiński. Podobna sytuacja miała miejsce jeśli chodzi o sztuki piękne i muzykę, z najbardziej znanymi przedstawicielami w osobach Fryderyka Szopena i Jana Matejki. Późniejsi twórcy to m.in. Artur Grottger, Maria Konopnicka, Stanisław Witkiewicz, Stanisław Wyspiański, ojciec i syn Kossakowie, a w końcowym okresie artyści z Paderewskim i Modrzejewską na czele.
Lata 1831–1914 były okresem odradzania się narodu i państwa polskiego, które pod zaborami poddane ostrej akcji wynaradawiania trwały w walce na wielu frontach o odzyskanie i zachowanie polskości.
Z drugiej strony okres ten stał się początkiem wielkiej fali emigracyjno-zarobkowej – zwłaszcza do USA, Kanady, Argentyny i Brazylii, dokąd w latach 1870–1914 wyjechało „za chlebem” wiele setek tysięcy Polaków – zarówno zbiegów politycznych, jak i chłopstwa z najbiedniejszych (lub przymusowo wywłaszczanych) regionów. Według szacunkowych obliczeń w roku 1914 poza krajem mieszkało ponad 4,5 mln Polaków. Należy dodać, że emigracja ta – śladem Wielkiej Emigracji – stała się ostoją myśli patriotycznej i zaczynem do tworzenia państwa polskiego w chwili wybuchu Wielkiej Wojny.

## Powstanie styczniowe

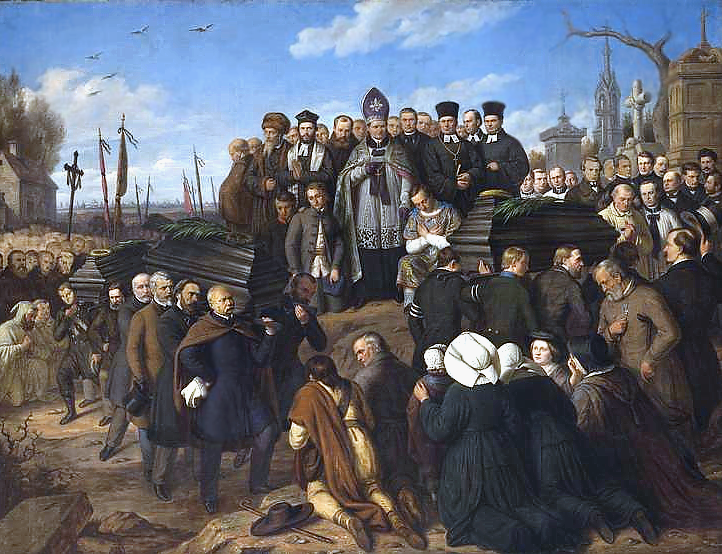
Pogrzeb pięciu poległych 2 marca 1861

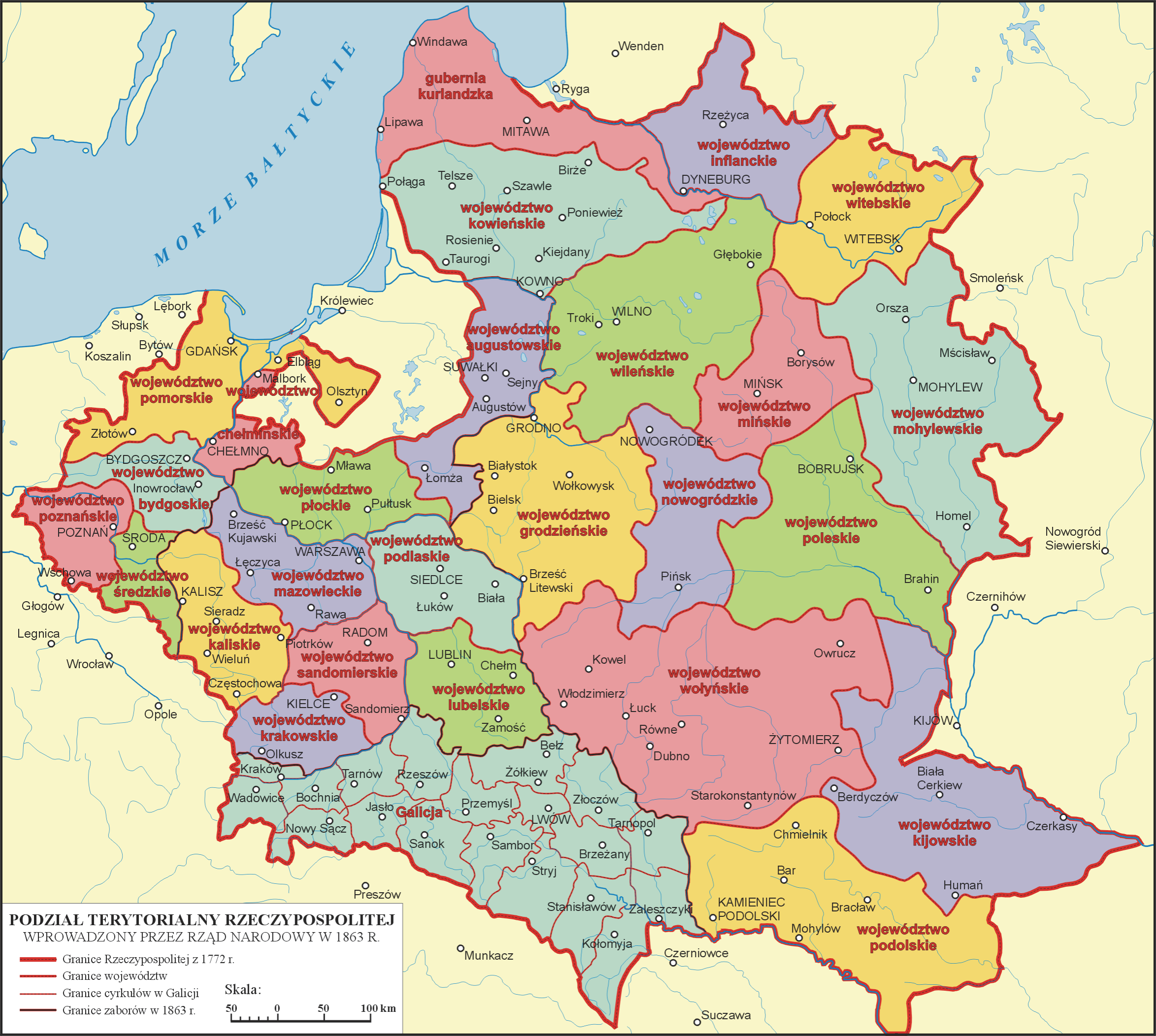
Podział administracyjny Rzeczypospolitej w granicach przedrozbiorowych wprowadzony przez Rząd Narodowy w czasie powstania styczniowego w 1863 roku

### Przygotowania i przyczyny wybuchu
W drugiej połowie XIX wieku ośrodkiem antyrosyjskiego oporu stała się Warszawa, gdzie od 1860 roku odbywały się liczne manifestacje patriotyczne, coraz brutalniej rozpędzane przez wojsko rosyjskie. 27 lutego 1861 roku, w czasie manifestacji na Krakowskim Przedmieściu, zorganizowanej przez studentów Szkoły Sztuk Pięknych i Akademii Medyko-Chirurgicznej, w starciu z wojskiem rosyjskim padli zabici. 8 kwietnia na Placu Zamkowym doszło do masakry (od kul piechoty rosyjskiej zginęło prawdopodobnie 110 osób), coraz liczniejsze były manifestacje na prowincji. W celu spacyfikowania Królestwa Polskiego rosyjski namiestnik gen. Karol Lambert 14 października wprowadził stan wojenny.
15 października, mimo zakazów, warszawiacy wzięli udział w obchodach rocznicy śmierci Tadeusza Kościuszki, co skończyło się rozbiciem manifestacji przez wojsko rosyjskie i porywaniem ludzi z kościołów. Na znak protestu przeciwko aresztowaniu 1878 wiernych w Katedrze warszawskiej, do której wtargnęło wojsko, administratorzy diecezji nakazali zamknięcie wszystkich kościołów i kaplic w Warszawie.
17 października Apollo Korzeniowski zawiązał Komitet Miejski, który zajął się przygotowaniem wybuchu powstania. Hrabia Lambert ugiął się i uwolnił większość zatrzymanych. Po kilku dniach Lambert podał się do dymisji, a nowym namiestnikiem został gen. Aleksandr Lüders.
W 1862 naczelnikiem rządu Królestwa został Aleksander hr. Wielopolski, zwolennik ugody z caratem, który – widząc oznaki zbliżającego się zrywu powstańczego o nieobliczalnych dla Polaków konsekwencjach – starał się pacyfikować nastroje.
Tymczasem działania ośrodków konspiracyjnych postępowały pełną parą. W roku 1861 powstało stronnictwo czerwonych – obóz politycznych działaczy rewolucyjnych głoszących wielorakie hasła społeczne i wyzwoleńcze, co wkrótce doprowadziło do podziału stronnictwa na lewe i prawe skrzydło. Na czele obozu (najpierw Komitet Miejski, a następnie Centralny Komitet Narodowy) stali Jarosław Dąbrowski, Ignacy Chmieleński, Konstanty Kalinowski, Zygmunt Padlewski, Stefan Bobrowski, czy Zygmunt Sierakowski. Obok nich powstało stronnictwo białych, reprezentujących ziemiaństwo i inteligencję, na których czele stanęli hrabia Andrzej Zamoyski, Leopold Stanisław Kronenberg i Karol Majewski.
Oba stronnictwa różniły się w podejściu do kwestii społecznych (np. do sprawy uwłaszczenia chłopów), ale żadne z nich nie negowało potrzeby powstania zbrojnego. Bieg wypadków (branka) nie pozostawił im drogi wyboru. Przez cały czas jego trwania przywództwo nad powstaniem przechodziło z rąk czerwonych do białych i odwrotnie, ale – wobec obojętności państw Europy Zachodniej i uwikłanej w wojnę secesyjną Ameryki – skutek był łatwy do przewidzenia. Mimo ponad tysiąca stoczonych bitew i potyczek powstanie musiało upaść, a naród polski – w Królestwie, ale przede wszystkim na Litwie – zapłacić wysoką cenę za ostatnią próbę odbudowy państwa polskiego drogą zrywu zbrojnego.

### Przebieg i znaczenie powstania
W pierwszych dniach powstańcy uderzyli na rosyjskie garnizony w województwach: podlaskim, augustowskim, płockim, lubelskim i radomskim. Wystąpienia powstańcze w dniach 21–25 stycznia miały miejsce m.in. w Małkini, Stelmachowie, Sokołowie, Łukowie, Białej Podlaskiej, Hrubieszowie, Kraśniku, Szydłowcu, Suchedniowie, Bodzentynie. Większość ataków, m.in. z powodu słabego uzbrojenia, została odparta, a powstańcy zaczęli organizować obozy, w których szkolono ochotników.
Rząd Tymczasowy (Oskar Awejde, Narcyz Jankowski, Jan Maykowski i Karol Mikoszewski) początkowo przewidywał, iż wodzem powstania zostanie operujący w województwie płockim Zygmunt Padlewski, jednak niepowodzenia tego ostatniego spowodowały, że dyktatorem mianowano przebywającego w Paryżu Ludwika Mierosławskiego (26 stycznia).
W tym czasie ukazywały się powstańcze pisma „Strażnica” i „Wiadomości z Pola Bitwy”. W instrukcjach dla powstańczych oddziałów zalecano, by unikać walk z większymi jednostkami nieprzyjaciela, nakazywano utrudnianie komunikacji oraz odbijanie jeńców i rekrutów. Bobrowski, w celu rozszerzenia zasięgu powstania, ogłosił odezwy Do braci Litwinów i Do braci Rusinów, w których wzywał do powszechnej insurekcji. Na Wołyniu operował oddział kawalerii Edmunda Różyckiego, nękając podjazdami tamtejszy korpus rosyjski. Powstanie uzyskało trwały punkt oparcia na Żytomierszczyźnie.
W marcu do powstania przyłączyli się biali, przejmując zresztą w krótkim czasie kierownictwo powstania. Stało się to po śmierci przywódców czerwonych, Stefana Bobrowskiego (w pojedynku) i Zygmunta Padlewskiego, rozstrzelanego przez Rosjan. Od kwietnia wojskami powstańczymi kierowali kolejno gen. Ludwik Mierosławski oraz dyktatorzy powstania gen. Marian Langiewicz i Romuald Traugutt.

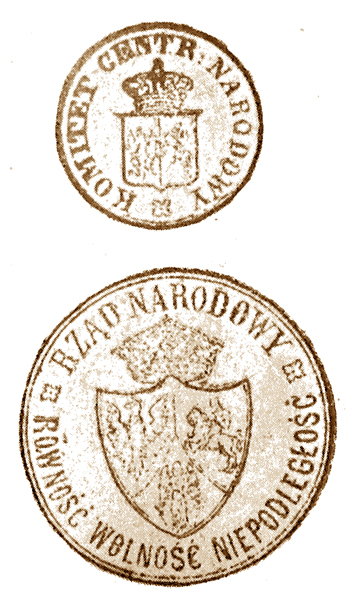
Pieczęcie Komitetu Centralnego Narodowego

Ogromna większość polskich urzędników administracji Królestwa Polskiego wykonywała potajemnie rozkazy Rządu Narodowego. 9 czerwca, w biały dzień, polski personel Banku Polskiego na placu Bankowym w Warszawie przekazał powstańcom, dowodzonym przez Aleksandra Waszkowskiego, depozyty Kasy Głównej Królestwa w wysokości 3,6 miliona złotych, 500 tysięcy rubli i wielu listów zastawnych.
Powstanie ze względu na znaczną dysproporcję sił stron walczących przybrało formę wojny partyzanckiej. Stoczono 1229 potyczek i mniejszych bitew, w tym 956 w Kongresówce, 236 na Litwie, pozostałe na Białorusi i Ukrainie. Oddziały polskie unikały walnej bitwy, która mogła się zakończyć totalną porażką powstania. W wojskach powstańczych służyło łącznie ok. 200 000 ludzi, ale w walkach brało udział nie więcej niż 30 000 jednocześnie. Powstanie roku 1863 było największym z polskich zrywów XIX wieku – tak pod względem liczby uczestników, jak i czasu trwania. Mimo katastrofy powstanie miało też pozytywne dla narodu polskiego następstwa. Przede wszystkim zdecydowało o przeprowadzeniu uwłaszczenia chłopów w sposób znacznie bardziej radykalny niż w krajach sąsiednich, a ponadto przyczyniło się do wewnętrznego wzmocnienia społeczeństwa polskiego i konsolidacji jego postaw wobec zaborcy.
Po powstaniu dokonano (zarówno w Królestwie, jak i na Ukrainie) 669 egzekucji, co jest liczbą z pewnością niepełną; w tym 89 oficerów Rosjan, Ukraińców i Białorusinów. Znacznie większą liczbę uczestników czekała zsyłka na Sybir i do rot aresztanckich w armii rosyjskiej. Liczbę zesłanych ocenia się na 38 tysięcy, z czego 10% skazano na katorgę. W zaborach austriackim i pruskim kary więzienia wymierzono kilkuset powstańcom. Zwycięski carat odebrał Polakom wszelkie ustępstwa autonomiczne, wprowadził pełną rusyfikację w szkolnictwie i administracji, ze szczególną intensywnością na Litwie.
Nie ma danych odnośnie do liczby pomordowanych, szczególnie w ciągu pierwszych miesięcy powstania, gdy wojska rosyjskie nie brały jeńców, dobijały rannych i masakrowały mieszkańców wsi uznanych za sprzyjających „rebeliantom”. Około 10 tys. uczestników powstania zbiegło za granicę, z czego znaczna część – szczególnie inteligencji – po kilku latach wróciła do kraju i osiadła w Galicji.

## Zabory po powstaniu

### Zabór rosyjski: zniesienie autonomii i rusyfikacja

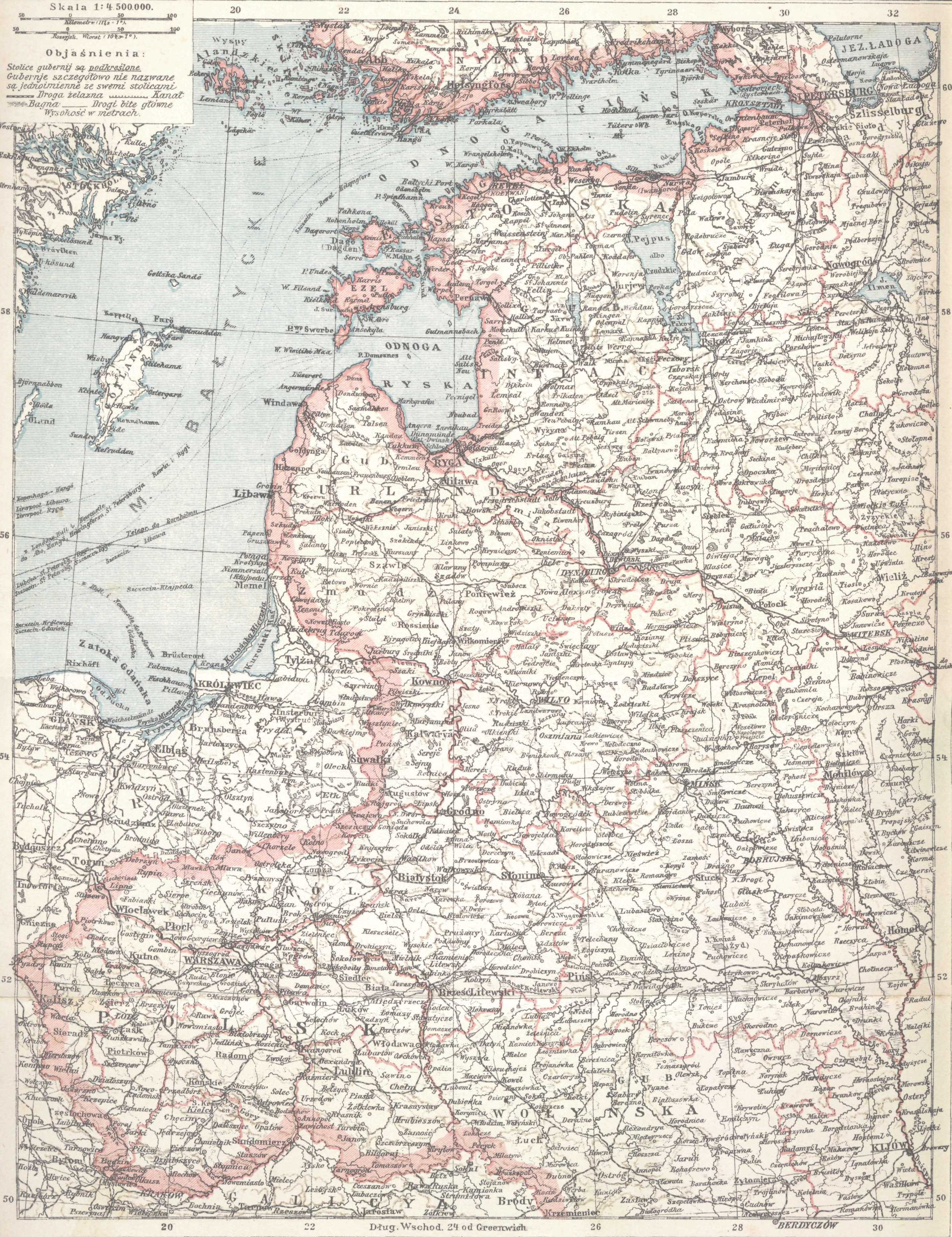
Królestwo Polskie i inne gubernie zachodnie Imperium Rosyjskiego

Powstanie styczniowe uświadomiło administracji carskiej istnienie „problemu polskiego”. Rozwiązania Imperium Rosyjskie szukało we wzmożonej rusyfikacji ziem polskich. W jej ramach zastosowano cały szereg kroków restrykcyjnych, takich jak zniesienie Rady Administracyjnej, którą zastąpiono Komitetem Urządzającym dla Królestwa Polskiego, włączenie w roku 1866 dziesięciu guberni Królestwa Polskiego bezpośrednio do cesarstwa, zakazanie w 1867 roku używania języka polskiego w administracji i szkolnictwie oraz odebranie miastom, które czynnie poparły powstanie, praw miejskich, co powodowało ich upadek.
W 1874 roku namiestnika królestwa zaczęto nazywać potocznie generał-gubernatorem warszawskim, a samo królestwo – Krajem Przywiślańskim (ros. Привислинский Край). Formalnie jednak Królestwo Polskie nigdy nie zostało przez Rosjan zniesione i nawet ostatni car, Mikołaj II, został koronowany w 1894 roku także jako car polskij. Tytuł ten wyróżniony był w najbardziej skrótowej formie pełnego tytułu, opisanej w paragrafie 38. konstytucji Imperium Rosyjskiego: Божиею поспешествующею милостью, Мы, Николай Второй, Император и Самодержец Всероссийский, Царь Польский, Великий Князь Финляндский и проч, и проч, и проч (My, Mikołaj Drugi, z bożej łaski Imperator i Samodzierżawca Wszechrosyjski, Król Polski, Wielki Książę Finlandzki itd, itd., itd.).
Rusyfikacja nie była procesem o jednolitym natężeniu. Czasy zwiększonych restrykcji – jako rusyfikator wyróżniał się Josif Hurko, generał-gubernator warszawski w latach 1883–1894 – przeplatały się z okresami większych swobód. W Imperium Rosyjskim nie było konkretnej koncepcji polityki wobec mniejszości narodowych i rusyfikacja prowadzona była raczej za pomocą doraźnych decyzji podejmowanych przez lokalnych gubernatorów i wyższych urzędników. Z tych ostatnich przychylnością w stosunku do Polaków wyróżniali się np. Sokrat Starynkiewicz, który jako prezydent Warszawy w latach 1875–1892 czuł się reprezentantem interesów zarządzanego miasta, albo Aleksandr Imeretyński, generał-gubernator w latach 1896–1900, który w 1897 np. zezwolił na modlitwę w szkołach w języku polskim. Po katastrofie kolejnego powstania przedstawiciele arystokracji i kręgów ziemiańskich – na które duży wpływ miał konserwatywny tygodnik „Kraj”, redagowany przez Erazma Piltza i Włodzimierza Spasowicza – zaczęli lojalnie odnosić się do cara, prowadząc tzw. politykę ugody.
Polacy stanowili prawie 60% urzędników administracji rosyjskiej, polscy oficerowie służyli w armii carskiej, rozkwitała polskojęzyczna prasa i wydawnictwa, wystawiane były pomniki wybitnych Polaków, jak Adama Mickiewicza w Warszawie. W późniejszym okresie administracja rosyjska zatwierdzała powstawanie polskich organizacji, nawet o charakterze społeczno-narodowym, jak np. Polskie Towarzystwo Krajoznawcze oraz polskich partii politycznych.
Rusyfikacja nie miała na celu przeobrażenia Polaków w Rosjan, czy katolików i Żydów w prawosławnych. Panującym chodziło o podporządkowanie w sensie administracyjno-prawnym i do pewnego stopnia ujednolicenie oświatowo-kulturowe. W administracji rosyjskiej narodowość była określana przez długi okres przez przynależność do głównych konfesji, stąd też przyłączenie unitów do Kościoła prawosławnego jako „rosyjskiego elementu”. Rozróżniano zatem obywateli wyznania katolickiego i mojżeszowego jako elementy obce dla Rosjan.
Zaostrzenie podziałów i intensywniejsza konfrontacja z obcością okupanta wraz z przenikającą nową ideologią nacjonalizmu, opartą na filozofii Johanna Gottfrieda Herdera, w której podstawą przynależności narodowej były etniczność i kultura, przyczyniły się z jednej strony do szybszego przebudzania świadomości narodowej w społeczeństwie polskim, a z drugiej strony „problem polski” odegrał znaczącą rolę – dzięki powracającym do ojczyzny urzędnikom rosyjskim z warszawskimi doświadczeniami, którzy w głębi imperium „popularyzowali” stosunki na ziemiach polskich – w przebudzeniu myśli narodowej u Rosjan i nacjonalizacji carstwa.

### Zabór pruski: germanizacja i kulturkampf

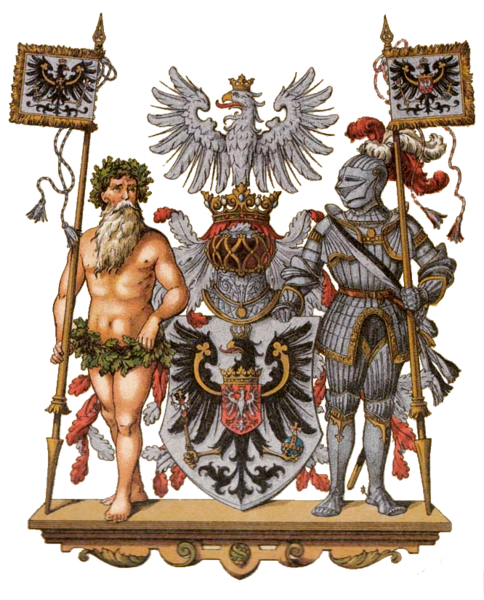
Herb Wielkiego Księstwa Poznańskiego

W roku 1867 Wielkie Księstwo Poznańskie zostało włączone do Związku Północnoniemieckiego. Objęcie stanowiska kanclerza Rzeszy przez Ottona von Bismarcka spowodowało zaostrzenie polityki germanizacyjnej na polskich ziemiach i skierowanie jej przeciwko polskiemu szkolnictwu i Kościołowi katolickiemu (kulturkampf, czyli walka o czystość kultury niemieckiej, rozpoczęta w 1871 roku).
W latach 1872–1874 prawie całkowicie wyrugowano język polski ze szkół, nauczycieli-Polaków usuwano, a na ich miejsce zatrudniano Niemców. W 1876 roku wycofano ostatecznie język polski z sądownictwa i urzędów. Walka z Kościołem miała za zadanie osłabienie jego wpływu na społeczeństwo. Arcybiskup Mieczysław Ledóchowski starał się nie dopuścić do pogorszenia stosunków z władzami niemieckimi, na skutek prześladowań duchowieństwa doszło jednak do konfliktu. Ledóchowskiego uwięziono (1874), ponieważ sprzeciwił się ustawie z 1873 roku uzależniającej Kościół od państwa.
W roku 1886 rząd pruski utworzył Komisję Kolonizacyjną, która zajęła się wykupywaniem ziemi z rąk polskich i osiedlaniem na niej Niemców. Proces germanizacji jeszcze się nasilił. Powołano do życia Towarzystwo dla Popierania Niemczyzny na Kresach Wschodnich (1894), które pod koniec XIX wieku zmieniło nazwę na Niemiecki Związek Kresów Wschodnich (popularnie określany był mianem Hakata – od pierwszych liter nazwisk jego założycieli: Hansemanna, Kennemanna i Tidemanna). Zadaniem związku było ograniczanie polskości na terenach zaboru pruskiego. Działalność Hakaty cieszyła się poparciem nowego kanclerza Rzeszy – Bernharda von Bülowa. W skład tej organizacji wchodzili głównie urzędnicy pruscy.
Władze zaborcze wydały ustawy skierowane przeciwko zakładaniu przez Polaków nowych gospodarstw oraz zakazały używania języka polskiego na zebraniach. Polacy nie pozostawali bierni, na różne sposoby stawiając opór zaborcy. Przykładem tego był strajk szkolny we Wrześni w 1901 roku, ogłoszony z powodu zakazu używania języka polskiego na lekcjach religii. Symbolem walki z germanizacją stała się postawa Michała Drzymały, któremu władze pruskie nie pozwoliły wybudować domu (1904), nabył on zatem ziemię we wsi Podgradowice i zamieszkał w wozie cyrkowym. Władze, „ze względów bezpieczeństwa”, kazały mu usunąć wóz, ale dzięki składkom ludzi zakupiono nowy. Po pięciu latach Prusacy zmusili Drzymałę do opuszczenia także i tego lokum – osiedlił się wówczas w ziemiance.

### Zabór austriacki: autonomia i stagnacja gospodarcza

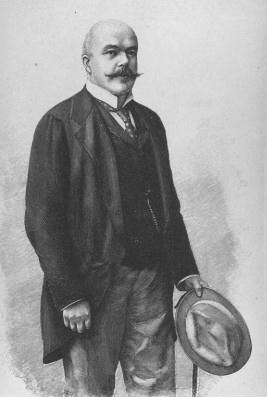
Kazimierz Badeni, premier Austro-Węgier 1895–1897

Pod koniec lat sześćdziesiątych i na początku siedemdziesiątych XIX wieku Galicja otrzymała autonomię. Powołano do życia m.in. Sejm Krajowy i Radę Krajową, do szkół, urzędów i sądów wprowadzono język polski. Zasiadający w rządzie minister – Polak – miał prawo opiniowania projektów postanowień mających związek z Galicją. Nie brakowało w rządzie ministrów polskich zajmujących się różnorakimi resortami, dwukrotnie zaś Polacy byli premierami. Polak stał również na czele prowincjonalnej administracji Galicji. Większość ziem pozostających pod zaborem austriackim była zacofana gospodarczo.
Ze swobodą dużo większą niż w innych zaborach rozwijały się natomiast w Galicji polska oświata, nauka i kultura. Autonomia w Galicji dała Polakom warunki najkorzystniejsze od czasów I Rzeczypospolitej.
Powstawały tu liczne polskie organizacje polityczne. Od 1869 działała w Krakowie konserwatywna grupa, której członków zwano „stańczykami”. Jej działaczami byli m.in.: Stanisław Kostka Tarnowski, Józef Szujski i Michał Bobrzyński. Zachowując lojalność wobec Austrii, pragnęli oni jednocześnie rozwoju kulturalnego Galicji. Krytykowali działalność konspiracyjną oraz byli przeciwni przeprowadzaniu jakichkolwiek demonstracji.
W 1895 roku na kongresie w Rzeszowie utworzono chłopskie Stronnictwo Ludowe (SL). W swoim programie domagało się ono poszanowania przez zaborcę praw obywatelskich, reformy prawa wyborczego oraz rozwoju oświaty. W roku 1903 zmieniło nazwę na Polskie Stronnictwo Ludowe (PSL).
W 1897 roku we Lwowie powstało Stronnictwo Narodowo-Demokratyczne (zwane później „endecją”) z Romanem Dmowskim na czele. Głównym jego hasłem była walka o odzyskanie niepodległości, pojawiły się też głosy antyniemieckie i antyżydowskie. Z czasem Dmowski zaczął głosić hasła skierowane przeciwko mniejszościom narodowym i dążyć do porozumienia z caratem.
W Galicji, podobnie jak w pozostałych zaborach, tworzyły się także organizacje robotnicze, np. Galicyjska Partia Socjaldemokratyczna (1892).

## Rewolucja 1905 roku

### Przyczyny

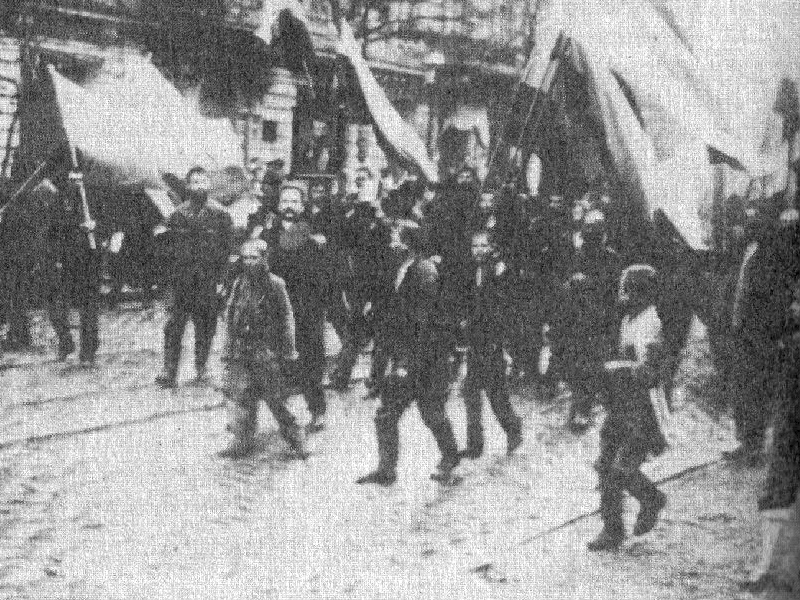
Krwawa niedziela w Sankt Petersburgu dała początek rewolucji

W dniach 30 września–1 października 1904 odbyła się w Paryżu konferencja partii opozycyjnych i rewolucyjnych Rosji, w której udział wzięli m.in. przedstawiciele Ligi Narodowej i Polskiej Partii Socjalistycznej. Przyjęta rezolucja mówiła o autonomii Królestwa Polskiego i potrzebie konstytuanty w Warszawie.
Bezpośrednią przyczyną rewolucji był kryzys gospodarczy w Imperium Rosyjskim, pogłębiony przez wojnę rosyjsko-japońską, która wybuchła w roku 1904. Po raz pierwszy w wojny między europejskimi mocarstwami wmieszało się państwo azjatyckie, które pokonało jednego z gwarantów Świętego Przymierza. Konflikt spowodował, że obie najbardziej liczące się w Polsce orientacje polityczne, nazywane potocznie socjalistami i narodowcami, postanowiły zdobyć zaufanie Japonii i wykorzystać jej poparcie dla własnych interesów w przyszłej walce o władzę. Do Tokio przybyli, niemal równocześnie, Piłsudski i Dmowski. Dążeniem pierwszego z nich było uzyskanie pomocy finansowej i wojskowej w przyszłym starciu z Rosją, podczas gdy drugi nie chciał dopuścić do konfrontacji, głównego wroga sprawy polskiej upatrując w Niemczech. W rezultacie zdezorientowani Japończycy faktycznie nie dali się przekonać żadnej z delegacji, przy czym socjaliści zyskali symboliczną pomoc materialną. Skutki wojny odczuły w Królestwie Polskim przede wszystkim ośrodki przemysłowe, powstałe niedawno w wyniku industrializacji. Wzrost cen artykułów spożywczych, spadek płac, jak i rekrutacja do wojska spowodowały szereg wystąpień robotniczych, które miały miejsce już pod koniec 1904 roku. 13 listopada miała miejsce pierwsza zbrojna demonstracja Polskiej Partii Socjalistycznej (PPS) na placu Grzybowskim w Warszawie. Zwycięstwo Japonii podważyło na dodatek autorytet Mikołaja II w społeczeństwie.

### Przebieg
Kryzys objął całe imperium. Krwawe stłumienie demonstracji ludności przed Pałacem Zimowym w Petersburgu 22 stycznia 1905 roku, nazwane Krwawą Niedzielą, rozpoczęło szereg dalszych demonstracji i walk ulicznych w wielu miastach, m.in. Petersburgu, Rydze i Odessie, które powtarzały się przez kolejne dwa lata. Do najważniejszych zamieszek i strajków na ziemiach polskich doszło w Warszawie, Łodzi, Ostrowcu, Radomsku i na Lubelszczyźnie. W Warszawie w styczniu 1905 roku w starciach demonstrantów z wojskiem zginęło około stu osób. Młodzież rozpoczęła strajk szkolny, który objął wiele miast, m.in. Kielce (strajk szkolny w Kielcach w 1905). Na początku lutego w Kamiennej, w trakcie strajku robotników, zginęło od 24 do 32 osób, natomiast ok. 40-100 zostało rannych. Śmiercią 32 osób zakończyła się warszawska demonstracja pierwszomajowa, po której wybuchł w całym mieście strajk powszechny. Strajki i manifestacje w obronie skazanego na śmierć Stefana Okrzei, zamachowca na komisariat policji na warszawskiej Pradze, wypełniły lato roku 1905. Kulminacyjnym momentem wystąpień robotniczych była manifestacja w Łodzi 23 czerwca, która przekształciła się w dwudniowe walki uliczne, w których zginęło ponad 200 robotników polskich, żydowskich i niemieckich. Na Lubelszczyźnie doszło do strajku robotników rolnych, domagających się m.in. wolności wyznania unickiego. W Ostrowcu żądania podwyżki płac przemieniły się w antyrosyjskie wystąpienie zbrojne. 27 grudnia 1905 roku proklamowano tam Republikę Ostrowiecką.
Demonstranci w całym imperium domagali się poprawy bytu – wzrostu płac i 8-godzinnego dnia pracy, i demokratyzacji – powołania zgromadzenia konstytucyjnego, a nawet obalenia caratu. Na ziemiach polskich dołączył się do tego, w niektórych kręgach politycznych, postulat niepodległości. W trakcie rewolucji, która miała jednak głównie charakter proletariacki, walczyły o swoje interesy poszczególne grupy społeczeństwa, a sprzeczności pomiędzy nimi doprowadziły także do wzajemnych starć. W dławieniu robotniczych wystąpień z caratem współdziałali polscy przemysłowcy, kościół katolicki i kręgi konserwatywne.

### Skutki
Mikołaj II ustąpił żądaniom w kwestiach zmian konstytucyjnych w Imperium Rosyjskim, którym rządził do tej pory absolutystycznie. 16 lutego 1905 roku wydał manifest, zapowiadający zwołanie Dumy Państwowej i przeprowadzenie wolnych wyborów do niej. Te przemieniły imperium w monarchię konstytucyjną. W Polsce rewolucja przyniosła szereg pozytywnych zmian. Pojawiła się możliwość tworzenia polskich instytucji i legalizacji partii politycznych, które mogły wysyłać swoich przedstawicieli do Dumy, zapoczątkowany został ruch spółdzielczy. Swobodę rozwoju przywrócono prywatnej polskiej edukacji, powstawały biblioteki, seminaria nauczycielskie, uniwersytety ludowe, ochronki. Dopuszczono używanie języka polskiego w urzędach gminnych. Tak zwany Ukaz Tolerancyjny pozwalał przechodzić z prawosławia na inne wyznania, co w praktyce zakończyło prześladowania unitów. Rewolucja nie przyniosła jednak Królestwu Polskiemu niepodległości, ani nawet nie przywróciła statusu autonomii, a ustępstwa caratu względem Polaków miały charakter tymczasowy. Poza tym rewolucja doprowadziła też do wyraźnego podziału społeczeństwa na zwolenników prawicy i lewicy.

## Główne obozy polityczne na ziemiach polskich

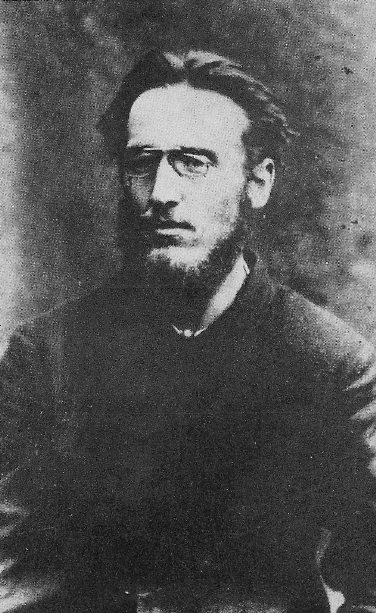
Ludwik Waryński, założyciel Wielkiego Proletariatu

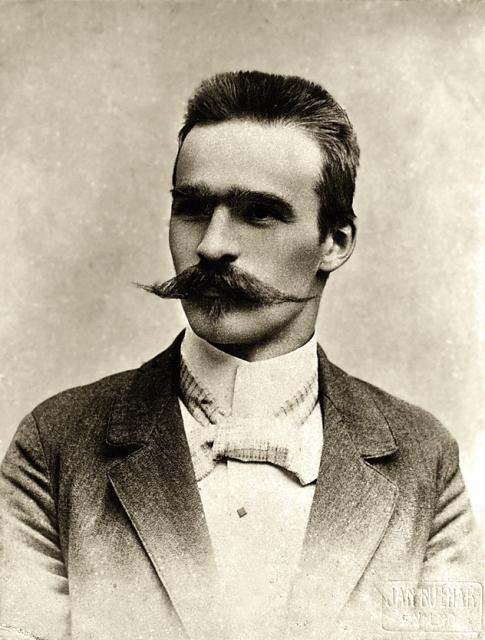
Józef Piłsudski, w roku 1899 działacz Polskiej Partii Socjalistycznej

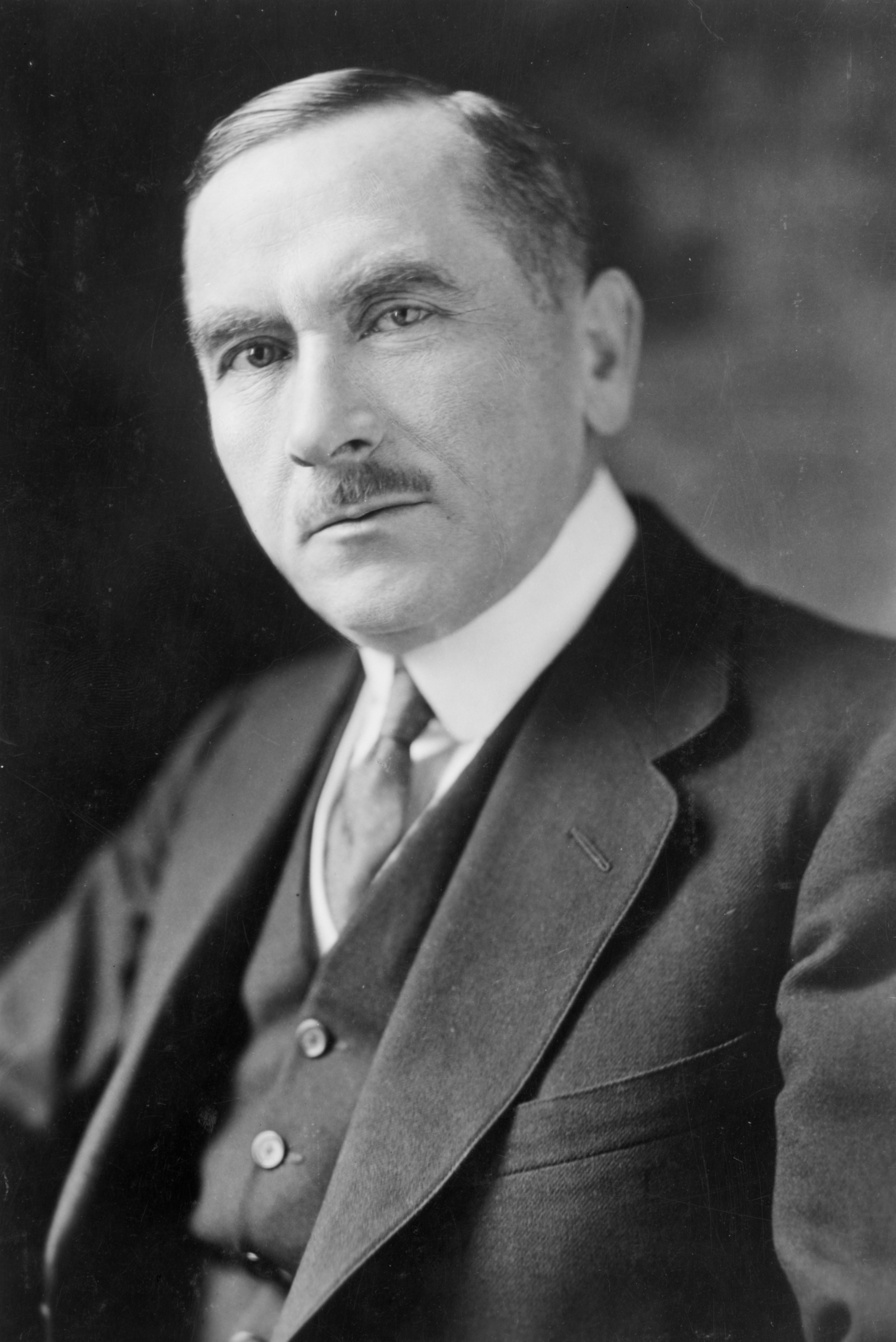
Roman Dmowski, przywódca Stronnictwa Narodowo-Demokratycznego

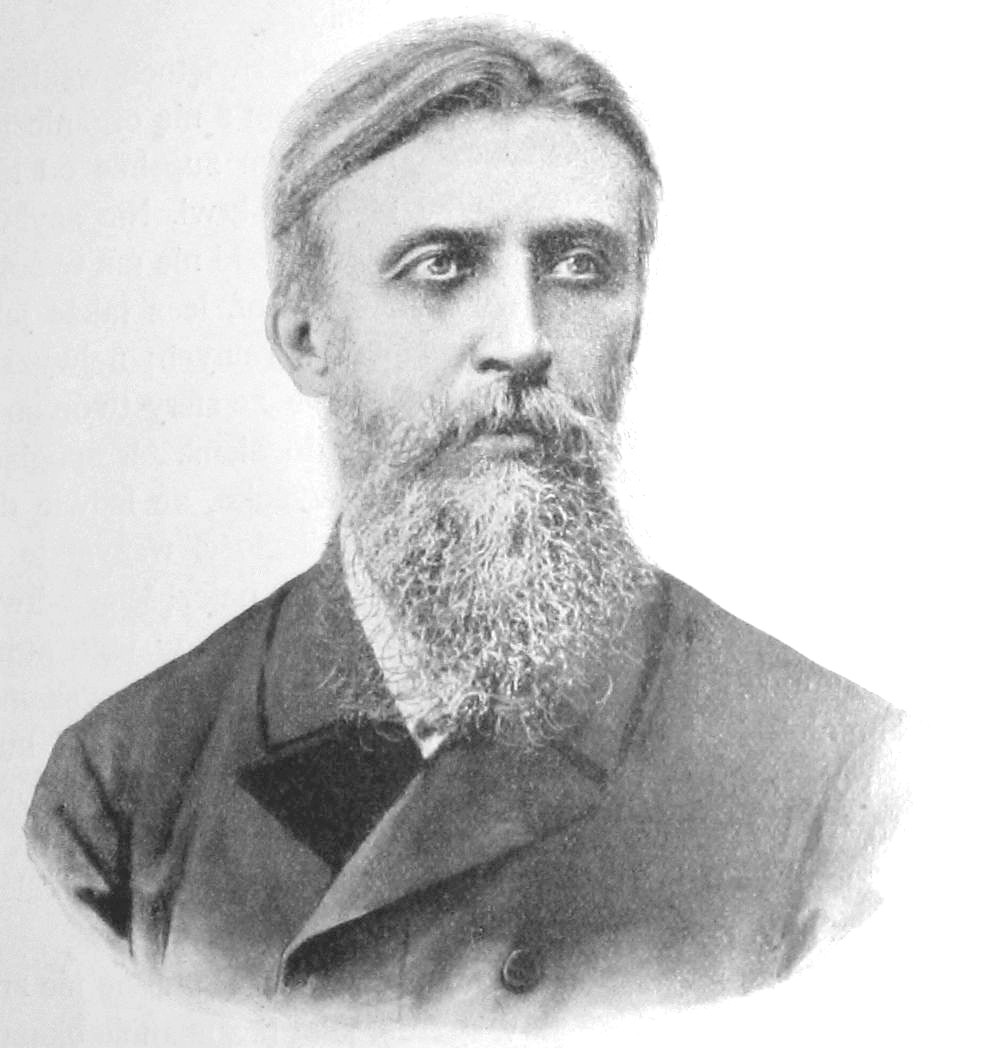
A. Świętochowski, twórca Związku Postępowo-Demokratycznego

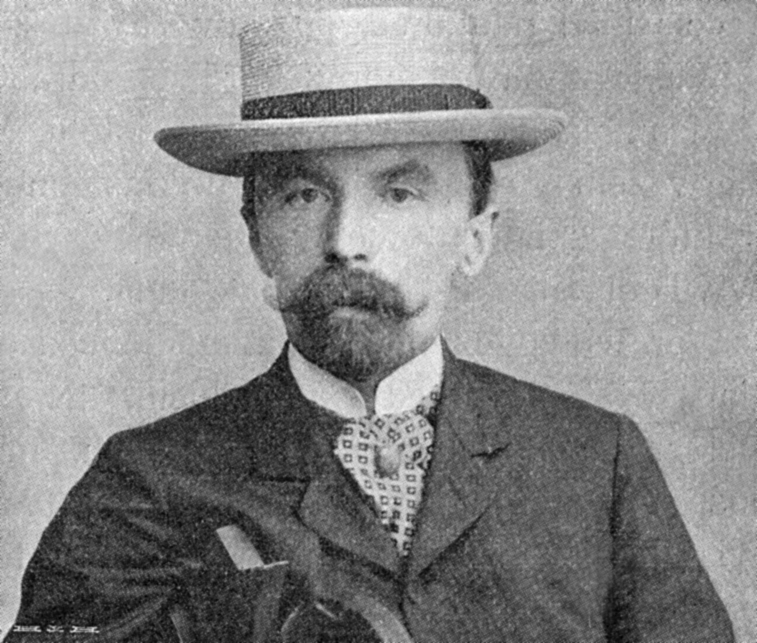
Marian Zdziechowski, twórca Stronnictwa Polityki Realnej

Na ewolucję polskiej myśli politycznej od czasów powstań narodowych wpływ miały powstanie świadomości narodowej (wpływ ideologii nacjonalizmu) i klasowej (wpływ ideologii marksistowskiej) w europejskich społeczeństwach oraz narastający konflikt interesów między zaborcami. Na przełomie wieków dominującą rolę zaczęły w Polsce odgrywać trzy orientacje polityczne – socjalistyczna, ludowa i narodowa. Każda z wyłaniających się z nich partii politycznych musiała zająć stanowisko w stosunku do dwóch głównych kwestii poruszających polskie społeczeństwo: sprawy odrodzenia państwowości polskiej i walki o prawa klas społecznych. Poza tym partie musiały podjąć wybór instrumentów dla realizacji tych celów: aktywna walka zbrojna albo walka drogą parlamentarną, którą umożliwiało powstanie parlamentaryzmu w państwach zaborczych.

### Ruch socjalistyczny
Jako pierwsze powstały na ziemiach polskich partie o zabarwieniu socjalistycznym: Wielki Proletariat, założony przez Ludwika Waryńskiego w 1882 roku, II Proletariat (1888) i Związek Robotników Polskich (1889). Były one orędowniczkami walki rewolucyjnej z kapitalizmem, natomiast program niepodległościowy cieszył się z ich strony marginalnym zainteresowaniem. Podobnie Socjaldemokracja Królestwa Polskiego (SDKP) (1893) – przemianowana w roku 1900 na SDKPiL – nie miała programu niepodległościowego. Pod wpływem wybitnej teoretyczki proletariatu, Róży Luksemburg, uważającej walkę o niepodległość za szkodliwą dla interesów ruchu robotniczego, działacze SDKPiL wierzyli w nadchodzącą powszechną rewolucję, która zetrze kapitalizm i zniesie granice. Polskich działaczy niepodległościowych uważali za szowinistów. Inne stanowisko zajmował ruch reformistyczny obozu socjalistycznego. Działająca w Paryżu Gmina Narodowo-Socjalistyczna nawoływała do przygotowań wyzwoleńczych i do powstania po wybuchu wojny między zaborcami. Utworzony również w Paryżu w 1892 roku Związek Zagraniczny Socjalistów Polskich hasła niepodległościowe uważał za czołowe. W programie partii wysunięto postulat utworzenia wolnej, demokratycznej Rzeczypospolitej, którą – na drodze reform – przekształci się w państwo socjalistyczne. W kraju związek występował pod nazwą PPS, przy czym jedno z jej skrzydeł (Jan Stróżecki) wiązało wyzwolenie narodowe z wyzwoleniem społecznym w powszechnej rewolucji, podczas gdy drugie (Józef Piłsudski) wysuwało walkę o niepodległość na plan pierwszy, nie stroniąc przy tym od kwestii socjalnych. Ugrupowanie to uważało Rosję za największego wroga narodu polskiego, gdyż Imperium Rosyjskie było największą przeszkodą w realizacji PPS-owskiej wizji odrodzenia wielonarodowej Polski w granicach przedrozbiorowej Rzeczypospolitej. Partia nieufnie odnosiła się także do rosyjskich rewolucjonistów; liczyła na wojnę między zaborcami, a wraz z nią na wybuch antyrosyjskiego powstania. W zaborze austriackim powstała w 1892 Galicyjska Partia Socjaldemokratyczna, współzałożona przez Ignacego Daszyńskiego i przekształcona wkrótce w Polską Partię Socjalno-Demokratyczną Galicji i Śląska Cieszyńskiego (PPSD). Działacze tej partii głosili chęć budowy socjalizmu bez rewolucji.

### Ruch narodowy
W roku 1887 powstała w Szwajcarii Liga Polska (Zygmunt Miłkowski, ps. T.T. Jeż), a jednocześnie w Galicji zawiązano Związek Młodzieży Polskiej „Zet” (Zygmunt Balicki). Po połączeniu obu organizacji powstała Liga Narodowa, a z niej, w roku 1897, wyłoniło się Stronnictwo Narodowo-Demokratyczne z Romanem Dmowskim na czele. W tzw. „programie październikowym” z 1903 roku Narodowa Demokracja głosiła ideę solidarności wszystkich Polaków i opowiadała się za walką o sprawę polską drogą parlamentarną, której podstawą miały być zachowanie i rozwijanie substancji narodowej w przymierzu z Rosją. W Niemczech widziała natomiast najgroźniejszego wroga Polaków, który uniemożliwiał realizację endeckiej wizji odrodzenia Polski jako państwa narodowego w granicach państwa rządzonego przez dynastię „Piastów”. Oficjalnie stronnictwo porzuciło dążenia do niepodległości, a jego celem stało się odzyskanie statusu autonomii dla Królestwa Polskiego. W polityce wewnętrznej reprezentowało interesy ziemian, blokując reformy rolne w rosyjskiej Dumie.

### Ruch ludowy
W drugiej połowie XIX wieku powstał w Polsce ruch ludowy, który początkowo zajęty był walką o poprawę chłopskiej doli i o ziemię, ale już wkrótce zaczął wysuwać programy ekonomiczno-wyborcze. Te sformułowano w ramach założonego w 1895 roku Stronnictwa Ludowego, które w 1903 zmieniło nazwę na PSL. Działacze partii podjęli na przełomie wieków również hasła odrodzenia Polski, którego podstawą miała być poprawa sytuacji chłopstwa. PSL (Wincenty Witos) wraz z socjalistami Ignacego Daszyńskiego i konserwatywnymi posłami z Koła Polskiego Juliusza Leo przy Radzie Państwa w Wiedniu szukali rozwiązania kwestii polskiej na drodze parlamentarnej, natomiast otwarcie do walki o niepodległość wezwano chłopów dopiero podczas wojny; np. w programie Związku Chłopskiego z 1915 roku: Sprawa polska przestała być sprawą klas uprzywilejowanych, stała się sprawą ludową, sprawą całego narodu; staje się przez nią lud, który dojrzał już do praw, które sam sobie w niepodległej Polsce zdobędzie.

## Walka o sprawę polską
Powstanie parlamentaryzmu także w ostatnim absolutystycznie rządzonym państwie zaborczym, jakim było Imperium Rosyjskie, umożliwiało Polakom wybór dwóch opcji w walce o interesy polskie. Obok walki zbrojnej przeciw okupantom, polskie partie polityczne mogły starać się teraz o wpływy w procesach prawodawczych, jak i w zarządzaniu administracjami Prus, Austro-Węgier i Rosji. W parlamentach tych państw polscy politycy tworzyli odrębne reprezentacje narodowe, tzw. Koła Polskie.

### Endeckie Koło Polskie w Dumie
Po wybuchu rewolucji, w obliczu groźby represji władz rosyjskich, które mogłyby się obrócić również przeciwko warstwom uprzywilejowanym Królestwa Polskiego, polskie partie konserwatywno-narodowe: Stronnictwo Polityki Realnej i Stronnictwo Narodowo-Demokratyczne, jak i liberalny Związek Postępowo-Demokratyczny postanowiły wziąć udział w wyborach do I Dumy 3 maja 1906 roku. Roman Dmowski napisał później, że celem endecji było „stworzenie poważnego przedstawicielstwa polskiego w państwie rosyjskim, które by swym postępowaniem zmusiło Rosję do liczenia się z Polską i które by dla Polski zdobyło stopniowo na zewnątrz znaczenie czynnika polityki europejskiej. Wytrwałą walką polityczną w państwie rosyjskim spodziewaliśmy się odzyskać dla kwestii polskiej utracone po roku 1864 miejsce na terenie międzynarodowym”.
Zwycięstwo SND w wyborach w Królestwie Polskim było bezsprzeczne. Z 35 możliwych miejsc dla reprezentantów królestwa w Pierwszej Dumie stronnictwo obsadziło 34; 35. miejsce zajął poseł z Suwalszczyzny, Litwin Andrzej Bułat. Pozostałe dwa miejsca poselskie, dla reprezentantów z Warszawy i Chełmszczyzny, były zarezerwowane dla Rosjan. Pierwsza Duma zebrała się w kwietniu 1906 roku. W jej skład wchodziło 524 posłów, w tym 55 posłów polskich: 34 posłów z Królestwa, którzy utworzyli Koło Polskie, 19 posłów z Koła Kresowego i dwóch z głębi Imperium Rosyjskiego. Koło Polskie nie włączyło się do politycznie podobnych ugrupowań rosyjskich, co budziło nieufność wśród pozostałych posłów. Pierwsza Duma nie funkcjonowała długo: już w sierpniu 1906 roku została rozwiązana przez cara. Pierwsze powszechne wybory do Drugiej Dumy odbyły się 19 lutego 1907 roku. W królestwie przyniosły one zwycięstwo Centralnemu Komitetowi Wyborczemu, który był unią wyborczą partii ugodowych (Stronnictwa Polityki Realnej i SND oraz rozłamowców ze Związku Postępowo-Demokratycznego (pedecji)), a którego celem było odzyskanie autonomii. Roman Dmowski deklarował: Idziemy do Izby państwowej po autonomię!. Klęskę poniosły osobno kandydujące: komitet wyborczy pedecji, jak i porozumienie wyborcze bojkotujących pierwsze wybory SDKPiL i żydowskiego Bundu. PPS ponownie zbojkotowała wybory, stawiając na dalszą walkę zbrojną.
W 518-osobowej Drugiej Dumie, zebranej w lutym 1907, polscy posłowie (35 z Koła Polskiego i 11 z Koła Kresowego) stanowili jej trzecie pod względem liczebności „ugrupowanie”, często będąc „języczkiem u wagi” podczas podejmowania przez Dumę uchwał. Dało to polskim posłom pewność siebie. Jako prezes Koła Polskiego Roman Dmowski złożył 23 kwietnia 1907 roku oficjalny wniosek o autonomię Królestwa Polskiego, wzorowaną na autonomii galicyjskiej – ze stanowiskiem namiestnika i niezależnymi: Sejmem, skarbem i sądownictwem, jak i powołanie polskiego ministra do składu rządu Imperium Rosyjskiego. Wniosek nie został przyjęty, podobnie jak późniejszy o spolszczenie szkolnictwa państwowego. Rozczarowany Dmowski w majowym wystąpieniu w Dumie nazwał rząd carstwa azjatyckim. W czerwcu Mikołaj II rozwiązał ponownie Dumę, a konstytucję wyborczą do jej trzeciej odsłony zreformowano na niekorzyść Polaków. W Rosji zaczęła postępować nacjonalizacja polityki i aby uniknąć prowokacji Koło Polskie w swym programie odeszło nawet od dążenia do autonomii. Po przegranej sprawie autonomii Dmowski złożył w 1909 roku swój mandat poselski. Cztery miesiące potem parlament carstwa przyjął wniosek o wyłączeniu Chełmszczyzny z królestwa, a Koło Polskie widząc beznadziejność oporu wobec tych terytorialnych zmian wstrzymało się od głosu i apelowało tylko o dobrą wolę rządu. Wkrótce przyjęło też kurs nacjonalistyczny, co doprowadziło do tego, że podczas następnych wyborów do Czwartej Dumy w 1912 roku ludność niemiecka i żydowska królestwa wybrała w Łodzi kandydata niemiecko-żydowskiego, a w Warszawie reprezentanta PPS-Lewicy i Bundu, którzy przyłączyli się do bliskich im ugrupowań w Dumie. Endecja zareagowała na to już otwartą kampanią antyniemiecką i antyżydowską.
Walka o sprawę polską drogą parlamentarną nie przyniosła efektów, a starając się o przychylność Dumy i cara w stosunku do autonomii królestwa Koło Polskie zgadzało się na daleko idące kompromisy. Rosjanie nie chcieli zmieniać jednak politycznego status quo królestwa, pamiętając o powstaniach wymierzonych przeciwko nim, które były dla nich „wielkim, psychologicznym wstrząsem”.
Działalność polskich posłów posłużyła sprawie polskiej w inny sposób. Po pierwsze, podtrzymywała w świadomości rządzących mocarstwami istnienie „problemu polskiego”, w wyniku czego w obliczu wojny między sobą zaczęli oni zabiegać o polskie względy. Po drugie, doświadczenia posłów z Dumy, jak i z parlamentów: niemieckiego i austriackiego, przyczyniły się do rozwoju parlamentaryzmu i demokracji w II Rzeczypospolitej.

### Pozaparlamentarna działalność PPS-FR
Inną opcję niż endecy wybrali socjaliści z PPS-u. Zbojkotowali oni wybory do Pierwszej Dumy w maju 1906 roku i opowiedzieli się za dalszą walką zbrojną z caratem, będąc szczególnie aktywnymi podczas rewolucji 1905–1907. Powstanie Dumy zachęciło jednak część członków PPS-u, dla których prawa robotnicze były priorytetem, do udziału w kolejnych wyborach parlamentarnych, podczas gdy dla starszych członków sprawą najważniejszą była niepodległość Polski. W efekcie, na IX zjeździe w Wiedniu, partia podzieliła się na PPS Frakcję Rewolucyjną (Józef Piłsudski), której celem była przede wszystkim walka o niepodległość, oraz PPS Lewicę (Feliks Kon), skierowaną głównie na walkę o prawa robotników. Z czasem działacze PPS-Lewicy zbliżyli się do programu SDKPiL i odrzucili postulat odzyskania niepodległości Polski, stawiając na drogę rewolucji robotniczej, w konsekwencji której miała powstać wielonarodowa republika rad. W wyborach do Czwartej Dumy wspólny kandydat PPS-Lewicy i Bundu, Eugeniusz Jagiełło, najpierw wygrał w prawyborach z Romanem Dmowskim w Warszawie, a następnie zdobył mandat poselski.
Frakcja Rewolucyjna PPS prowadziła regularną walkę partyzancką, szczególnie w Świętokrzyskiem i na Wileńszczyźnie. Organizacja Bojowa PPS podjęła latem 1906 roku szeroko zakrojoną kampanię terrorystyczną, na którą składały się zamachy i akcje ekspropriacyjne. 18 sierpnia OB PPS przeprowadziła nieudany zamach na generał-gubernatora warszawskiego, Gieorgija Skałona. Wanda Krahelska rzuciła na powóz gubernatora bomby, których wybuch Skałon jednak przeżył. Poza tym organizacja przeprowadzała zamachy na szefa żandarmerii gen. Markgrafskiego, czy wojennego gubernatora Warszawy Wonlarskiego. Inną akcją była akcja pod Bezdanami we wrześniu 1908 roku.
PPS Frakcja Rewolucyjna w 1909 roku przyjęła ponownie nazwę PPS. Pozostała wierna tradycji powstańczej i konsekwentnie bojkotowała wybory do następnych Dum. Odrzucała też drogę rewolucji robotniczej, chcąc sprawować władzę w przyszłym państwie polskim na drodze demokracji parlamentarnej. Jej walce sprzyjał fakt, że mogła korzystać z bazy w cieszącej się coraz większymi swobodami Galicji, gdzie rozbudowywały się organizacje paramilitarne prowadzące szkolenie wojskowe w przewidywaniu zbliżającego się konfliktu.

## W przededniu Wielkiej Wojny
Do lat siedemdziesiątych XIX wieku utrzymywał się sojusz trzech zaborców, ale już rysowały się pierwsze konflikty interesów. Ich głównym zarzewiem były Bałkany, gdzie ścierały się interesy Rosji i Austro-Węgier. Wreszcie w 1879 roku zawarty został w Wiedniu tajny układ (Dwuprzymierze) Niemiec i Austro-Węgier o wyraźnie antyrosyjskim nastawieniu. Układ ten przetrwał aż do 1918, przyczyniając się do rozwoju stosunków gospodarczych obu krajów. W roku 1882 do paktu przystąpiły Włochy pragnące zbliżenia z Niemcami i w ten sposób powstało Trójprzymierze.
W 1887 omal nie doszło do wojny Austro-Węgier z Rosją (tzw. kryzys bałkański dot. obsady tronu Bułgarii), zażegnanej w ostatniej chwili przez Bismarcka, który zawarł z Petersburgiem tajny pakt o „życzliwej neutralności” i natychmiast zaczął naciskać na nowego „koalicjanta”, aby poczynił ustępstwa na rzecz Wiednia. Rosja się opierała, więc zastosował sankcje ekonomiczne, zamykając giełdę berlińską przed szukającymi kredytów rosyjskimi przemysłowcami.
Efekt działań Bismarcka był inny od zamierzonego. Rosjanie uzyskali kredyty w Paryżu, a śladem tego poszło kilka ważnych aktów politycznych z układem wojskowym z 1894 roku, który przewidywał wzajemną pomoc militarną na wypadek wojny z Niemcami lub Austro-Węgrami.
Jednocześnie w roku 1904 Francja i Wielka Brytania, po wieloletnich wojnach, porozumiały się w sprawie podziału stref wpływów w Afryce i Azji i zawarły traktat pokojowo-obronny (tzw. „entente cordiale”), a w 1907 podobne porozumienie zaczepno-obronne zawarła Anglia z Rosją. Powstało w ten sposób Trójporozumienie, a sojusz trzech zaborców rozpadł się całkowicie. Wybuch wojny światowej był coraz bliższy.

### Legiony Polskie

Józef Piłsudski ze swoim sztabem w Kielcach w 1914

10 listopada 1912 roku w Galicji powstała Komisja Tymczasowa Skonfederowanych Stronnictw Niepodległościowych. Celem jej powołania była koordynacja działań niepodległościowych w oparciu o Austro-Węgry, w obliczu spodziewanego wybuchu wojny światowej. W razie podjęcia walki zbrojnej komisja miała wyłonić z siebie rząd narodowy, który miał objąć władzę na terytorium Królestwa Polskiego, wyzwolonym spod okupacji rosyjskiej.
1 grudnia 1912 roku, w obliczu wybuchu I wojny bałkańskiej, TKSSN mianowała Piłsudskiego komendantem sił wojskowych. Utworzono Wydział Wojskowy TKSSN, któremu podporządkowały się Polski Skarb Wojskowy i Związek Strzelecki „Strzelec”.
28 lipca 1914 roku wybuchła wojna austriacko-serbska, dająca początek I wojnie światowej. Już następnego dnia Piłsudski wydał pierwsze rozkazy mobilizacyjne. 31 lipca Marian Januszajtis-Żegota ostatecznie podporządkował jego dowództwu Polskie Drużyny Strzeleckie we Lwowie.
Pod auspicjami Austrii ze Strzelca, Sokoła i Drużyn Bartoszowych powstała I Kompania Kadrowa, uformowana 3 sierpnia na krakowskich Błoniach. Liczyła ona 144 żołnierzy, którymi dowodził Tadeusz Kasprzycki. Piłsudski traktował ten oddział jako kuźnię kadr dla przyszłego wojska polskiego. Kompania wymaszerowała 6 sierpnia w stronę Miechowa, obalając w Michałowicach rosyjskie słupy graniczne.